# Список об'єктів Світової спадщини ЮНЕСКО в Німеччині
Станом на 2025 рік на території Німеччини розташовані 55 об'єкти Світової спадщини ЮНЕСКО, що становить 4,4 % усієї кількості (1248) таких об'єктів у світі.
Головною передумовою для внесення об'єкта до списку є ратифікація країною Конвенції ЮНЕСКО про охорону всесвітньої культурної та природної спадщини, прийнятої 16 листопада 1972 року. Обидві німецькі держави її ратифікували: Федеративна Республіка Німеччина (ФРН) 23 серпня 1976 року, а Німецька Демократична Республіка (НДР) — 12 серпня 1988. Від 3 жовтня 1990 року, дня утворення єдиної сучасної німецької держави, зобов'язання згідно з конвенцією поширюються на всю територію возз'єднаної Німеччини.
До об'єднання статус світової спадщини отримували виключно об'єкти, що знаходилися на території ФРН; першим таким об'єктом став собор в Аахені у 1978 році. До 1990 року ще вісім кандидатів отримали статус: собор у Шпаєрі, резиденція єпископа у Вюрцбурзі, церква у Вісі, Августбург та Фалькенлюст у Брюлі, собор Святої Марії та церква святого Михайла у Гільдесгаймі, місто Трір, місто Любек, Верхньогермансько-реційський лімес. 1990 року берлінські парки стали першими місцями світової спадщини з колишньої НДР. Надалі список світової спадщини активно розширювався до 55 позицій, ще 11 об'єктів є кандидатами на зарахування станом на 2025 рік. Останнім поповненням у 2025 році стали палаци Людвіга II на півдні Баварії.  
Розміри площі об'єктів Світової спадщини та їхні складники з часом мінялися: зокрема це відбулося з Ватовим морем 2011 та 2014 років, коли площу охоронної території коригували, чи з пам'ятниками Баугаузу 2017 року. Деякі намагання розширити об'єкт закінчилися невдало, зокрема це стосується пам'ятних місць, пов'язаних з Мартіном Лютером: ані низка церков в Айслебені, ані будинки Бугенгагена та Кранаха у Віттенберзі не стали частиною Світової спадщини. Низка об'єктів є транснаціональними: Рудні Гори лежать на території Німеччини та Чехії, римські лімеси простягаються від Великобританії до Румунії, парк Мускау є також спадщиною Польщі, букові праліси розкидані по всій Європі, Ватове море є спадщиною ЮНЕСКО і для Данії та Нідерландів тощо. 
2004 року Дрезден та його околиці ввійшли в список об'єктів спадщини ЮНЕСКО, однак вже 2008 року, через великі зміни ареалу (побудова Вальдшльосхенського мосту) цей статус відібрали.  
Не всі культурні чи природні об'єкти можуть стати частиною Світової спадщини, а тільки ті, які відповідають хоча б одному критерію ЮНЕСКО. За критеріями німецькі об'єкти розподіляють так (один і той же об'єкт може відповідати одразу декільком критеріям):
| i  | ii | iii | iv | v | vi | vii | viii | ix | x |
| -- | -- | --- | -- | - | -- | --- | ---- | -- | - |
| 12 | 28 | 21  | 40 | 2 | 11 | —   | 2    | 2  | 1 |

## Список об'єктів

### Список
| Тип | Об'єкт | № WHC | Розташування                                                                                      | Час внесення                                      | Інформація | Критерії       |
| --- | --- | ----- | ------------------------------------------------------------------------------------------------- | ------------------------------------------------- | --- | -------------- |
| 1   | Аахенський собор (нім. Aachener Dom) | 3     | Аахен                                                                                             | 1978 (корекція меж у 2013)                        | Собор розпочали зводити 793 року за вказівкою Карла I Великого, який перетворив Аахен на місто-резиденцію та хотів створити «новий Рим». Від самого початку будівля задумувалась як символ об'єднання західного світу. Сам Карл I Великий тут і похований. Собор був одним з перших об'єктів, внесених до списку ЮНЕСКО, причому на основі декількох критеріїв. По-перше, він мав великий вплив на розвиток усієї європейської архітектури, адже протягом усього Середньовіччя був взірцем для побудови інших соборів та завжди вважався великим досягненням людської творчості. По-друге, це перша будівля з куполом на північ від Альп з часів Античності. Нарешті, у соборі відбувалися коронації німецьких королів з 934 по 1531 роки, а сама німецька корона була однією з корон імператора Священної Римської імперії. | i, ii, iv, vi  |
| 2   | Шпаєрський собор (нім. Dom zu Speyer) | 168   | Шпаєр                                                                                             | 1981                                              | Побудова собору розпочалася 1030 року на вимогу Конрада II, і на той час він був однією з найбільших церков у світі. З художнього погляду це видатний взірець романської архітектури, а також найбільший збережений храм у такому стилі. У 1689 році пожежа серйозно пошкодила будівлю, але протягом 1772—1778 років провели детальну реставрацію, яка максимально спиралася на архівні дані, заклавши основи сучасних принципів реставрації історичних об'єктів. Собор мав і велику політичну роль: протягом майже 300 років тут ховали імператорів Священної Римської імперії. | ii             |
| 3   | Резиденція єпископа з парком і палацовою площею у Вюрцбургу (нім. Würzburger Residenz mit Hofgarten und Residenzplatz) | 169   | Вюрцбург                                                                                          | 1981 (корекція меж у 2010)                        | Вюрцбурзька резиденція є одним з найбільших барокових палаців у Німеччині, а з погляду стилістики найбільш канонічним представником цієї течії. Будівлю зводили та оздоблювали від 1720 до 1770, сад створювали від 1765 до 1780, і разом вони стали унікальним продуктом співпраці низки видатних архітекторів, скульпторів та малярів з різних куточків Європи (Бальтазар Нойманн, Робер де Котт, Жермен Бофран, Лукас фон Гільдебрандт, Максиміліан фон Вельш, Антоніо Джузеппе Боссі, Джованні Баттіста Тьєполо, Георг Адам Гутман), а тому є символом не тільки німецької культури, а і європейської загалом. | i, iv          |
| 4   | Паломницька церква у Вісі (нім. Wallfahrtskirche auf der Wies) | 271   | Штайнгаден, міська частина Віс                                                                    | 1983 (корекція меж у 2011)                        | Церква у Вісі є прикладом баварського рококо, співпраці видатних митців та увіковіченням традицій паломництва. 1738 року на місці у полі, де буде збудована церква, замироточила вирізьблена скульптура Ісуса. Опісля наплив паломників був настільки великий, що абат Штайнгаденського абатства вирішив побудувати церкву, у якій би помістив скульптуру. Творінням головував архітектор Домінікус Ціммерманн, його брат Йоганн Баптист оздоблював стелю та стіни, над вівтарем працювали Антон Штурм та Бальтазар Августин Альбрехт. | i, iii         |
| 5   | Палаци Августусбург і Фалькенлуст у Брюлі (нім. Schlösser Augustusburg und Falkenlust in Brühl) | 288   | Брюль                                                                                             | 1984                                              | Резиденція Августусбург та мисливський палац Фалькенлуст є одними з перших прикладів архітектури рококо на теренах сучасної Німеччини. Основний палац побудований на руїнах середньовічного замку на бажання Клеменса I Августа, архієпископа Кельна, і протягом наступного століття служив взірцем для створення інших резиденцій аристократії. Увесь комплекс (резиденція, мисливський палац, сади довкола), крім художньої цінності, має ще й історичну важливість, адже наочно демонструє, який вигляд мало житло знаті у XVIII столітті. | ii, iv         |
| 6   | Кафедральний собор Св. Марії і церква Св.Михайла в Гільдесгаймі (нім. Dom St. Mariae und Michaeliskirche in Hildesheim) | 187   | Гільдесгайм                                                                                       | 1985 (корекція меж у 2008)                        | Обидва храми є найяскравішими прикладами ранньої романської архітектури загалом та оттонської архітектури зокрема. Ба більше, церква святого Михайла (на фото) скрізь віки практично не змінилася, тим самим надаючи найкращий серед усіх храмів наочний приклад того, як має виглядати та бути оздобленою романська церква. У скарбниці собору міститься низка унікальних середньовічних мистецьких об'єктів, таких як Бернвардські двері зі сценами з Книги Буття та життя Ісуса, чи Бернвардська колона зі сценами з Нового Завіту, яка була створена на основі колони Траяна. | i, ii, iii     |
| 7   | Давньоримські пам'ятки, кафедральний собор Св. Петра та церква Богоматері в місті Трір (нім. Römische Baudenkmäler, Dom und Liebfrauenkirche in Trier)                                                                       | 367   | Трір та Ігель                                                                                     | 1986                                              | Трір є найстарішим німецьким містом — його заснували римляни ще в 17 році до н. е. Одразу шість об'єктів (Порта-Нігра, амфітеатр, імператорські терми, базиліка Констянтина, терми Варвари, Римський міст) являють собою унікальну культурну спадщину римської цивілізації. Особливої уваги заслуговує Порта-Нігра, вінець фортифікаційних умінь римлян. За часів тетрархії він був однією зі столиць імперії та й загалом одним з найбільших міст, з погляду культури — це приклад того, який вигляд мало та як розвивалося велике місто під час поділу Римської імперії. Саме у Трірі правив Констянтин Великий, звідси він розпочав свій похід супроти Максенція, якого переміг у 312 році: ця битва надалі вилилась у визнання християнства в імперії. Ще один об'єкт (Ігельська колона) є в містечку Ігель неподалік міста. Окрім римських споруд, складовими частинами об'єкта ЮНЕСКО є ще дві церкви: церква Богоматері, унікальна середньовічна готична споруда, та собор, який заклали ще за Констянтина, але який протягом віків увібрав у себе елементи усіх історичних стилів від античності до Нового часу. | i, iii, iv, vi |
| 8   | Укріплені рубежі Римської імперії (нім. Grenzanlagen des Römischen Reichs) | 430   | Ділянка довжиною 550 км від Райнбролю до Айнінгу                                                  | 1987 (корекція меж у 2005 та 2008 роках)          | Міжнародний об'єкт ЮНЕСКО, який складається з різного ступеня збереженості лімесів (укріплених кордонів) Римської імперії. У Великій Британії складовими частинами об'єкта є Адріанові та Антонінові вали. У Німеччині об'єкт представлений Верхньогермансько-реційським лімесом. Ці укріплені рубежі відповідають одразу декільком критеріям для внесення до світової спадщини. По-перше, вони наочно демонструють високий розвиток військової інженерії та архітектури у Римській імперії. По-друге, у північних частинах імперії ці ідеї чи не вперше демонструвалися місцевому населенню, яке згодом перебирало їх; таким чином вони впливали на подальший розвиток громад, а саме на урбанізм, архітектуру, ландшафтний дизайн. У деяких місцях цей вплив зберігся до сучасності. По-третє, ці межі побудовані за доби розквіту імперії, тобто є символами максимуму її розвитку, успіху в колонізації регіонів та романізації народів, служили кордоном між римським світом та варварами. | ii, iii, iv    |
| 9   | Ганзейське місто Любек (нім. Historische Hansestadt Lübeck) | 272   | Любек                                                                                             | 1987, (корекція меж у 2009)                       | Любек свого часу був найголовнішим містом ганзейського союзу, який об'єднував близько 200 міст на півночі Європи, та досі залишається важливим морським портом цього регіону. Попри те, що приблизно 20 % історичної забудови знищено під час Другої світової війни, збережені райони міста слугують наочним прикладом того, який вигляд мало типове ганзейське купецьке місто зокрема та яка історична роль цілого союзу загалом. | iv             |
| 10  | Палаци і парки Потсдама та Берліна (нім. Schlösser und Gärten von Potsdam und Berlin) | 532   | Потсдам і Берлін                                                                                  | 1990 (корекція меж у 1992 та 1999 роках)          | Об'єкт являє собою ансамбль будівель, збудованих у часто разюче відмінних стилях, та парків: з 1730 до 1916 року низка видатних архітекторів (Кнобельсдорф, Ґонтард, Ланґганс, Шинкель, Ленне) працювали над його складовими частинами, а тому палаци, вілли та парки є прикладом видатного людського мистецького досягнення. Попри різні стилі вони формують гармонійне ціле, а тому є прекрасним прикладом синтезу різних художніх віянь, який згодом вплинув на монументальне мистецтво в усій Німеччині. Насамкінець разом з вюрцбургзькою резиденцією ці палаци та парки є одними з найяскравіших представників європейських монарших резиденцій — уособленнями їхньої сили та влади. У Потсдамі, зокрема, складниками об'єкта є парк Сансусі та однойменний палац, парк Бабельсберг, Мармуровий палац, Новий палац, Шарлоттенгоф. У Берліні — палац Глініке та Павичевий острів. | i, ii, iv      |
| 11  | Монастир і набрамна капела в місті Лорш (нім. Abtei und Altenmünster des Klosters Lorsch) | 515   | Лорш                                                                                              | 1991 (корекція меж у 2011)                        | Історія монастиря в Лорші своїм початком сягає середини VIII століття, і протягом середньовіччя це був потужній культурний та релігійний центр, зокрема саме тут була написана Лоршська фармакопея. Хоча більша частина монастиря не збереглась, королівська надбрамна зала з майже 1200-літньою історією дійшла до сучасності без руйнувань і є одним з небагатьох екземплярів недоторканної дороманської каролінзької архітектури, а також наочним прикладом Каролінзького відродження. | iii, iv        |
| 12  | Старовинні копальні Раммельсберга, історичне місто Гослар та водне управління Верхнього Гарца (нім. Bergwerk Rammelsberg, Altstadt von Goslar und Oberharzer Wasserwirtschaft)                                               | 623   | Гослар                                                                                            | 1992 (корекція меж у 2008 та 2010 роках)          | Копальні та шахти Раммельсберга увійшли до списку ЮНЕСКО як унікальний наочний символ розвитку гірництва та кольорової металургії: ці галузі тут були активні від XI століття до 1988 року і протягом цього часу постійно вигадувалися та імплементувалися різноманітні технологічні інновації, які мали вплив на розвиток цих сфер у всій Європі. Зокрема, De Re Metallica була написана під враженнями від тутешніх практик. Гослар, який знаходиться неподалік, завдяки цьому сусідству зазнав великого піднесення за часів Священної Римської імперії, був одним з її головних міст та важливим членом ганзейського союзу. Середньовічний історичний центр міста добре зберігся і може похвалитися близько 1500 фахверками. Водне управління Верхнього Гарцу, яке складається зі складної системи водних каналів (загалом 310 км), штучних озер (загалом 107), та ровів, також є наочним прикладом розвитку водного господарства крізь віки. Разом копальні, водне управління та Гослар формують єдиний технологічний та культурний ансамбль, який є визначним людським творінням. | i, ii, iii, iv |
| 13  | Історичний центр Бамбергу (нім. Altstädte von Bamberg) | 624   | Бамберг                                                                                           | 1993                                              | У Бамберзі збереглися близько 1200 архітектурних об'єктів, що зводилися між XI та XVIII століттями, завдяки ним воно є чудовим взірцем того, як виглядало раннє середньовічне центральноєвропейське місто. Усі ці об'єкти розміщені у трьох історичних та органічно поєднаних зонах: у релігійному центрі на пагорбах (Bergstadt) з великою кількістю церков — основи місцевої дієцезії, на острові (так зване острівне місто — Inselstadt), де домінує типова міська забудова, та у місті садівників (Gärtnerstadt) — «зеленій» частині міста, де віддавна розвивалось садівництво. Принципи містобудування та архітектура Бамберга впливали на розвиток інших центральноєвропейських міст.. | ii, iv         |
| 14  | Монастирський комплекс Маульбронн (нім. Zisterzienserabtei Kloster Maulbronn) | 546   | Маульбронн                                                                                        | 1993 (корекція меж у 2019)                        | Історія цього цистерціанського монастирського комплексу починається у 1147 році, активне формування архітектурного ансамблю тривало аж до 16 століття і йому характерний перехід від елементів романської архітектури до готики. Вважається, що саме завдяки монастирю у Маульбронні готика поширилась північною та центральною Європою. Цистерціанці відомі своїми інноваціями в гідравліці, система іригаційних каналів та резервуарів монастиря, з'єднаних з Зальцахем, є однією з найбільших та найкраще збережених з доби Середньовіччя, та й загалом це найбільш збережений середньовічний монастирський комплекс на північ від Альпів. | ii, iv         |
| 15  | Колегіатська церква, замок і Старе місто в Кведлінбурзі (нім. Stiftskirche und Altstadt Quedlinburg) | 535   | Кведлінбург                                                                                       | 1994                                              | Історична важливість міста полягає у тому, що це була столиця Східного Франкського королівства, першої німецької держави. З погляду архітектури й культури Кведлінбург наочно демонструє, як зі звичайного поселення довкола замку виникло важливе й розвинуте місто та який загалом вигляд мало типове середньовічне місто. Історичну цінність демонструють 2069 фахверків, велика кількість яких будували опісля Тридцятилітньої війни, коли Кведлінбург зажив ще один період розквіту. Нарешті, визначною середньовічною пам'яткою архітектури є колегіатська церква святого Серватія (складова частина кведлінбурського абатства), побудована у романському стилі, та яка містить могилу першого німецького короля Генріха I Птахолова. Її склепіння, могили та капітелі належать до найвидатніших прикладів мистецтва X—XII століть. | iv             |
| 16  | Залізоробний завод у місті Фельклінген (нім. Völklinger Hütte) | 687   | Фельклінген                                                                                       | 1994                                              | Металургійний завод у Фельклінгені, заснований 1873 року, є єдиним збереженим серед усіх заводів з доменною піччю, збудованих у Європі та Північній Америці протягом XIX та XX століття. Остання перебудова на цьому об'єкті відбулась 1935 року, але навіть тоді більшість споруд XIX століття залишились недоторканними, наприклад, єдиний у світі похилий рудний ліфт, вугільна вежа з 1898 року, шість газових двигунів з 1905—1914 років. Через це він служить унікальним наочним прикладом того, як виглядав та як розвивався типовий металургійний завод з вироблення переробного чавуну зокрема, та як розвивалась металургія протягом першої та другої промислових революцій. Низка технічних нововведень вперше з'явились у Фельклінгені, а потім розповсюдилися по всьому світу. | ii, iv         |
| 17  | Археологічні знахідки в кар'єрі Мессель (нім. Grube Messel) | 720   | Мессель                                                                                           | 1995 (корекція меж у 2010)                        | Кар'єр поблизу Месселя є найбагатшим за кількістю знахідок скам'янілостей палеогенового періоду, насамперед еоценової епохи, і, таким чином, є неоціненним для вивчення як тодішньої флори та фауни загалом, так і ссавців зокрема — класу, що тоді активно зароджувався. | viii           |
| 18  | Пам'ятники архітектурної школи Баугауз в містах Веймар, Дессау та Бернау (нім. Bauhaus-Stätten: Bauhaus Dessau, Kunstschule und Kunstgewerbeschule Weimar, Musterhaus Am Horn)                                               | 729   | Ваймар, Дессау та Бернау                                                                          | 1996 (корекція меж у 2017)                        | Архітектурна школа Баугауз, з ідей якої розпочався модернізм, виникла 1919 року у Ваймарі, 1925 року перемістилась до Дессау, а під кінець (1932—1933) існувала в Берліні, опісля була закрита на вимогу Націонал-соціалістичної робітничої партії Німеччини. Використання нових матеріалів, як-от цемент, сталь та скло, та нових підходів у проєктуванні (скляні фасади, сталеві опорні конструкції), відмова від орнаментів та традиційних архітектурних форм, акцент на функції будівлі, а не на її формі чи оздобленні, використання наукового підґрунтя та соціального контексту при плануванні — усі ці ідеї вперше виникли у стінах Баугаузу та сформували подальшу архітектуру XX століття. Основоположниками та працівниками школи були такі видатні архітектори, як Вальтер Ґропіус, Анрі ван де Вельде, Ласло Могой-Надь, Василь Кандидський. Складовими частинами цього об'єкту є власне будова Баугаузу з майстернями та будинки зі входом з балкона в Дессау, будова колишньої мистецької школи та Дім на розі у Ваймарі, торгова школа в Бернау, заразом вони є важливими символами втілення ідей початку XX століття. | ii, iv, vi     |
| 19  | Кельнський собор (нім. Kölner Dom) | 292   | Кельн                                                                                             | 1996 (корекція меж у 2008)                        | Натхненні готичними церквами Парижу, містяни Кельна хотіли побудувати церкву, яка б перевершувала паризькі аналоги. Будівництво розпочалося 1248 року, а завершилось у 1880. Попри шість століть будування, всі частини собору виконані суворо відповідно до первинного задуму, а тому ця церква вважається одним з найвизначніших готичних храмів, а за визнанням комісії ЮНЕСКО «винятковим творінням людського генія». Вважається, що собор є прикладом кульмінації у будуванні подібних споруд та символом міцності християнства у Європі за Середньовіччя та Нового часу. У церкві розміщена низка унікальних артефактів, важливих у християнському світі, як-от розп'яття Геро та рака трьох Святих королів. | i, ii, iv      |
| 20  | Пам'ятні місця Лютера в містах Айслебен і Віттенберг (нім. Lutherstädte Eisleben und Wittenberg) | 783   | Айслебен і Віттенберг                                                                             | 1996                                              | Розпочата Лютером Реформація є однією з найважливіших подій в історії західної цивілізації. Пам'ятними місцями в Айслебені та Віттенбергу, які напряму пов'язані з його життям та життям його послідовника Філіппа Меланхтона, є будинки, у яких Лютер народився та помер (Айслебен), дім Меланхтона, дім Лютера, місцева парафіяльна церква та замкова церква Всіх Святих, де він вперше опублікував свої «95 тез». | iv, vi         |
| 21  | «Класичний Ваймар» (нім. Klassisches Weimar) | 846   | Ваймар                                                                                            | 1998                                              | Наприкінці XVIII — на початку XIX століття під патронажем герцогині Анни Амалії та її сина Карла Августа Ваймар став одним з найголовніших інтелектуальних та культурних центрів Європи: у цей період, який названо «ваймарським класицизмом», у місті творили Гете, Шиллер та Гердер. 12 будівель, що разом формують єдиний об'єкт ЮНЕСКО, серед яких бібліотека герцогині Анни Амалії, є наочним прикладом високого розвитку, якого місто досягнуло у той час. | iii, vi        |
| 22  | Музейний острів в Берліні (нім. Museumsinsel in Berlin) | 896   | Берлін                                                                                            | 1999                                              | На острові розташовані п'ять музеїв (Старий музей, Новий музей, Стара національна галерея, Пергамський музей та музей Боде), які містять культурні, природничі та історичні об'єкти, що ілюструють близько 6000 років людської історії. Їхнє будівництво тривало з 1824 по 1930 рік, і вони наочно демонструють, як протягом цього століття змінювався підхід до музею як соціального явища, еволюцію його дизайну та форми. Музейний острів був цілеспрямовано створений як вінець міста, і, беручи натхнення з Акрополя, мав відігравати роль місця зібрання містян. На думку комітету ЮНЕСКО, він є одним з найяскравіших прикладів реалізації та надання форми самій ідеї «музею». | ii, iv         |
| 23  | Замок Вартбург (нім. Wartburg bei Eisenach) | 897   | поблизу Айзенаху                                                                                  | 1999                                              | Замок Вартбург має велике значення як для формування єдиної Німеччини, так і для всього світу. Саме тут Мартін Лютер переклав на німецьку Новий заповіт, що допомогло у майбутньому сформувати єдиний стандарт німецької мови, а також було важливим епізодом в історії Реформації. 18 жовтня 1807 року тут відбувся Варбурзький фестиваль — зустріч 500 протестантських студентів, які висловились на підтримку створення єдиної німецької держави. Замок цінний і з погляду архітектури — хоча сучасний ансамбль набув своїх рис під час реконструкції XIX століття, деякі його елементи, як-от палац з XII століття, є наочним прикладом пізньої романської архітектури. | iii, vi        |
| 24  | Паркове королівство Дессау-Верліц (нім. Dessau-Wörlitzer Gartenreich) | 534   | Дессау і Вьорліц                                                                                  | 2000 (корекція меж у 2019)                        | Паркове королівство було ідеєю Леопольда III Фрідріха Франца та Фрідріха Вільгельма фон Ердмансдорфа, які надихалися парками в Англії та давніми спорудами в Італії. Мова йде про перший парк англійського типу на континентальній Європі, який до того ж був створений на засадах гармонії у час Просвітництва: і ландшафт, і покращені сільськогосподарські угіддя, і архітектура за задумом повинні були служити як для естетичних цілей, так і для навчальних (ландшафтний дизайн) та господарських цілей. Дизайн парку мав вплив на згодом створені в Європі подібні об'єкти. Локальна архітектура (понад 100 будівель) також впливала на континентальну архітектуру: палац Верліц був першою у Німеччині неокласичною будівлею, а Готичний будинок повпливав на зародження неоготичної архітектури в центральній Європі. З площею 140 квадратних кілометрів, парковий комплекс є одним з найвизначніших таких об'єктів XVII століття — часу зародження ландшафтного дизайну. | ii, iv         |
| 25  | Монастирський острів Райхенау (нім. Klosterinsel Reichenau im Bodensee) | 974   | Боденське озеро                                                                                   | 2000                                              | Три церкви — базиліка Святого Петра та Павла, церква Святої Марії та Марка та церква святого Юрія — є важливими зразками монастирської архітектури раннього Середньовіччя, були зведені в проміжку між IX та XI століттям як складові частини бенедиктинського монастиря. Вони багаті на деталі, характерні для каролінзької, оттонської та салічної архітектур, а отже важливі для розуміння розвитку монастирської архітектури загалом: середхрестя базиліки є дуже раннім та чудово збереженим прикладом такого архітектурного вирішення, настінні малюнки у церкві святого Георгія є єдиними збереженими такими малюнками з першого тисячоліття на північ від Альп. Рівень образотворчого мистецтва вказує ще й на те, що монастир на Райхенау був важливим культурним центром в південній Німеччині. | iii, iv, vi    |
| 26  | Індустріальний комплекс вугільної шахти Цольферайн (нім. Industriekomplex Zeche Zollverein in Essen) | 975   | Ессен                                                                                             | 2001                                              | Заснована ще в середині XIX століття, свого зеніту Цольферайн досягла в міжвоєнний період на фоні поступового посилення міжнародної торгівлі та глобалізації. Відкрита у 1932 році шахта №12, яка є основою об'єкта ЮНЕСКО, стала уособленням цього розвитку, символом ревучих двадцятих та індустріалізації. Увесь комплекс побудований відповідно до принципів баугазу, що робить його ще й визначним архітектурним об'єктом. | ii, iii        |
| 27  | Історичні центри міст Вісмар і Штральзунд (нім. Die historischen Altstädte Stralsund und Wismar) | 1067  | Вісмар і Штральзунд                                                                               | 2002                                              | І Вісмар, і Штральзунд були складовою частиною Ганзи — протягом XIII—XV століть — це провідні міста її вендської частини, а протягом XVII—XVIII століття — це важливі центри Шведської імперії на окупованих німецьких землях. У цих населених пунктах бурхливо розвивалося будівництво з використанням цегли (зокрема так звана цегляна готика), а перебування у складі територіально великих держав та наддержавних союзів дозволило їй звідси поширитись Північною Європою. Низка типів житлових будинків, як-от Kemladen та Dielenhaus, які згодом стали візитівкою цього регіону, також виникали та поширювалися звідси. Типову архітектуру того часу можна спостерігати у збережених ще зі Середньовіччя історичних центрах міст, найяскравішими прикладами якої є штральзундська ратуша, церква Святої Марії у Вісмарі чи однойменна церква в Штральзунді. | ii, iv         |
| 28  | Долина Середнього Рейну (нім. Kulturlandschaft Oberes Mittelrheintal zwischen Bingen/Rüdesheim und Koblenz) | 1066  | Федеральні землі Рейнланд-Пфальц і Гессен                                                         | 2002                                              | 65-кілометрова ділянка Рейну простягається від Бінгену-ам-Райн аж до так званого Німецького кута в Кобленці. Вузькість річки сприяла виникненню поселень на обох берегах, які активно торгували та взаємодіяли між собою: саме у цій ділянці річки відбувався один з найінтенсивніших обмінів ідеями та надбаннями між північною та південною частинами Європи. На схилах та берегах розташовані понад 40 замків різного віку та 60 містечок, які служать наочним прикладом того, як розвивалися людські поселення та людська взаємодія у вузьких долинах річок. Долина Середнього Рейну являє собою визначні ландшафти, які виникли під впливом як природи, так і людської праці та фантазії. Місцеві краєвиди служили натхненням для німецьких романтиків (так звана течія рейнського романтизму), зокрема тут розташована скеля Лорелай, яка надихнула Гейне на написання однойменного вірша. | ii, iv, v      |
| 29  | Парк Мускау/Парк Музаковскі (нім. Fürst-Pückler-Park Bad Muskau) | 1127  | найближче місто Бад-Мускау                                                                        | 2004                                              | Парк площею 559,9 га був створений між 1815 та 1844 роками особисто Германом фон Пюклер-Мускау. На відміну від класичного підходу, парк не створювався як ідеальне фантастичне місце з екзотичними рослинами, навпаки, для його розбудови використовували місцеві рослини, а всі його складові частини органічно вписані та змішані з місцевою природою долини Ниси-Лужицької. Також вони плавно переходили в парки та сквери довколишніх міст. Такий підхід (інтеграція населених пунктів до загальної композиції) згодом мав вплив на ландшафтний дизайн та планування міст в Європі та у світі, як-от в Бостоні. Свої ідеї та досвід створення цього парку Пюклер-Мускау опублікував у книзі «Andeutungen über Landschaftsgärtnerei». Також він мав учнів, які згодом створили школу ландшафтного дизайну. Таким чином, виникнення парку Мускау мало великий вплив на формування ландшафтної архітектури як дисципліни. Одна третина парку знаходиться в Німеччині, дві третини — у Польщі. | i, iv          |
| 30  | Бременська ратуша і статуя Роланда на Ринковій площі (нім. Rathaus und Roland in Bremen) | 1087  | Бремен                                                                                            | 2004                                              | Бременська ратуша збудована в XV столітті як готична будова, однак у XVII столітті була перебудована відповідно до канонів везерського ренесансу і є одним з найяскравіших прикладів цього стилю. Разом зі статуєю Роланда вона є символом розвитку міських та громадянських свобод: статуя зайняла своє місце на площі ще у 1404 році за часів Священної Римської імперії, а ратуша була збудована опісля приєднання міста до Ганзи, союзу, що захищав торгівлю між вільними містами. У ті часи такі статуї були символом наданих свобод для певного міста, бременська статуя є найстарішою зі збережених і символізувала не тільки типові права (торгові чи судові), але також вказувала на статус Бремена як імперського міста. | iii, iv, vi    |
| 31  | Старе місто Регенсбурга, включно з районом Штадтамхоф (нім. Altstadt Regensburg mit Stadtamhof) | 1155  | Регенсбург                                                                                        | 2006                                              | Регенсбург заснований у 179 році нашої ери, як форпост Римської імперії, й протягом віків перетворився у важливий політичний, культурний та торговий центр Європи. Переживши війни, у тому числі і Другу світову, його антична, готична, романська та інші архітектури, збереглися до сучасності. Регенсбург є добре збереженим прикладом того, як виглядало середньовічне європейське місто. Він був важливим транзитним пунктом для купців з різних кутків Європи та навіть Азії (Великий шовковий шлях) та, як наслідок, місцем обміну ідеями та взаємодії різних культур. Місто також було одним із центрів Священної Римської імперії: з 1663 й аж по розпад імперії у 1806 році тут засідав Райхстаг. Це відобразилося на архітектурі міста, зокрема наявністю залишків імператорських палаців. | ii, iii, iv    |
| 32  | Букові праліси Карпат та інших регіонів Європи (нім. Alte Buchenwälder und Buchenurwälder der Karpaten und anderer Regionen Europas)                                                                                         | 1133  | Ясмунд Серран Грумсін Гайніх Келлервальд                                                          | 2007 (розширено у 2011, 2017, 2021 та 2023 роках) | До цього об'єкту входять 94 складові частини у 18 країнах, у тому числі і в Україні, які представлені відносно недоторканими буковими лісами, які неоціненні з погляду вивчення еволюції та поширення буків. Ліси розташовані у різних країнах, кліматичних зонах та висотах, і таким чином демонструють широкий спектр комплексних екологічних моделей і процесів за різних умов. У Німеччині розташовані 5 частин: букові ліси національного парку Ясмунд на острові Рюкен, Серранові пагорби (частина Мекленбурського озерного плато), ліс Грумсін в біосферному заповіднику Шорфхайде-Хорін, букові ліси національного парку Гайніх та ліси національного парку Келлервальд-Едерзее. | ix             |
| 33  | Райони житлової забудови в стилі берлінського модернізму (нім. Siedlungen der Berliner Moderne) | 1239  | Берлін                                                                                            | 2008                                              | Шість районів (місто-сад Фалькенберг, Зіменсштадт, поселення імені Карла Легіна, поселення-підкова Бріц, Шиллерпарк та «Біле місто») є наочним свідченням реформ у житловій сфері, яка пробігала протягом 10-х — 30-х років XX століття у Берліні. Окрім архітектурних, дизайнерських та гігієнічних нововведень, які стали взірцем для майбутніх архітекторів, революційним було й те, що квартири (добре освітлені, з балконами та ванними кімнатами) у цих районах були доступні для людей зі середніми та низькими доходами. Серед архітекторів, що працювали над цією забудовою, були Бруно Таут, Мартін Вагнер, Вальтер Гропіус, Ганс Шарун, Отто Рудольф Зальвісберг, Гуго Герінг. | ii, iv         |
| 34  | Ватове море (нім. Wattenmeer) | 1314  | Федеральні землі Нижня Саксонія та Шлезвіг-Гольштейн                                              | 2009 (корекція меж у 2011 та 2014 роках)          | Міжнародний об'єкт, його складові частини, окрім Німеччини, розташовані ще в Нідерландах та Данії. Мова йде про 1 143 403 га безперервних літоралей з недоторканною природою. У контексті відсутності антропогенного впливу мова йде про одну з останніх приливно-відпливних зон, де геоморфологія місцевості формується виключно природним шляхом. У світовому масштабі йдеться про території з однією з найбільших біологічних продуктивностей у світі: лише кількість птахів, що мігрують через Ватове море, становить 10—12 мільйонів особин, ще близько 5000 видів становлять виключно локальну флору та фауну. Ці території є також ключовими місцями перепочинку птахів, що мігрують уздовж східно-атлантичних та афро-євразійських перельотних шляхів. Унікальності Ватовому морю надає той факт, що розмаїття місцевого рельєфу (бар'єрні острови, вати, канали, марші) формується виключно під впливом приливів та відпливів, практично без впливу річок. | viii, ix, x    |
| 35  | Фабрика Фагус в Альфельді (нім. Fagus-Werk in Alfeld) | 1368  | Альфельд                                                                                          | 2011                                              | Взуттєва фабрика в Альфельді була спроєктована Валтером Гропіусом та Адольфом Меєром і є передтечією та натхненням баугаузу і модерністської архітектури. Новизною стало використання широких скляних панелей, засклених кутів, менш виражених опорних структур. Архітектори поєднали в одне архітектурне та функціональне ціле одразу 10 будівель фабрики, таким чином формуючи тренди у побудові майбутніх індустріальних об'єктів та намагаючись по-гуманістичному відповідати на соціальні та естетичні зміни, пов'язані з індустріалізацією, створити дійсно «людські» умови праці за допомогою архітектури. | ii, iv         |
| 36  | Доісторичні пальові поселення в Альпах (нім. Prähistorische Pfahlbauten um die Alpen) | 1363  | Альпи                                                                                             | 2011                                              | 111 поселень з хатинами на палях розкидані уздовж Альп на території 6 європейських країн: Німеччини, Австрії, Швейцарії, Франції, Італії та Словенії. У Німеччині розташовані 18 таких місцин. Зважаючи на їхній вік (найстаріші об'єкти датують 5000 роком до нашої ери, найпізніші — 500 роком до нашої ери), вони є важливим джерелом вивчення побуту та звичаїв людини в цій місцевості за неоліту та бронзової доби, принципів ведення сільського господарства, маршрутів торгівлі та розвитку самих поселень. Зокрема, під час розкопок віднайдені найстаріший у Європі віз з колесами (3400 рік до нашої ери) та зразки текстилю (3000 років до нашої ери). | iv, v          |
| 37  | Маркграфський оперний театр (нім. Markgräfliches Opernhaus) | 1379  | Байройт                                                                                           | 2012                                              | Опера була збудована протягом 1746—1750 років у бароковому стилі одним з найкращих тодішніх архітекторів опер Джузеппе Галлі Бібієною на замовлення маркграфині Вільгеміни. Хоча функціонально опера була придворовою, тобто вистави споглядали маркграф, його дружина та наближені аристократи, її розташували не в палаці, а посеред міста в заздалегідь підготовленому місці. Вважається, що надалі це впливало на розміщення інших оперних театрів у майбутньому і, як наслідок, на їхню доступність широкій публіці. Маркграфська опера зберегла своє оригінальне розміщення, фасад, інтер'єр та дах, що робить її єдиним повністю збереженим бароковим театром. | i, iv          |
| 38  | Гірський парк Вільгельма (нім. Bergpark Wilhelmshöhe) | 1413  | Кассель                                                                                           | 2013                                              | На території парку, чия площа складає 240 гектарів, розміщено багато штучних водоспадів, гротів, фонтанів, водних каскадів, озер, ставків та каналів, що з'єднанні між собою. Завдяки своїм розмірам, монументальні водні споруди цього парку не мають аналогів у світі. На штучному пагорбі, з якого розпочинається каскад водоспадів, розміщена статуя Геркулеса, що домінує над усім парковим комплексом, згідно з ЮНЕСКО, це «найвеличніша та найпропрацьована статуя раннього Нового часу. Через монументальність і розміри парку, вважається, що він є чудовим прикладом і мистецьким об'єктом-символом доби абсолютизму. З погляду художнього — він визначний представник парків доби бароко та романтизму. | iii, vi        |
| 39  | Вестверк епохи Каролінгів і абатство Корвей (нім. Karolingisches Westwerk und Klosterstadt Corvey) | 1447  | Гекстер                                                                                           | 2014                                              | Вестверк неподалік Гекстеру є єдиною спорудою такого типу, яка збереглася з часів Каролінгів. Вважається, що він вплинув на архітектуру культових будівель у романському, готичному та навіть бароковому періодах. Абатство Корвей, складовою частиною якого є вестверк, було знищено під час Тридцятилітньої війни та відновлено у бароковій формі в XVII столітті. Попри це, у Середні віки це був один з найважливіших монастирів у Європі, центр паломництва, науки та запорука влади Каролінгів на периферії їхньої держави. Місцеві монахи займалися поширенням християнства на місцевих землях, а довкола самого монастиря виникали цілі поселення з людьми зі світськими заняттями. Абатство Корвей ввійшло до списку ЮНЕСКО, адже є наочним прикладом того, яку важливу релігійну та державну функцію виконували подібні монастирі у франкській державі. | ii, iii, iv    |
| 40  | Старовинний комплекс пакгаузів Шпайхерштадт і район Конторхауз з будівлею Чиліхауз у Гамбурзі (нім. Speicherstadt und Chilehaus mit dem Kontorhausviertel in Hamburg)                                                        | 1467  | Гамбург                                                                                           | 2015                                              | Об'єкт сформований двома районами: Шпайхерштадтом, який збудований у 1885—1927 роках у неоготичному цегляному стилі та являє собою близько 300 000 м2 складських приміщень для потреб місцевого порту (найбільший такий комплекс у світі), та Конторхаузом — міською частиною площею 5 гектарів, наповненою офісними будівлями, що збудовані між 20-ми та 40-ми роками XX століття у стилі модернізм. Офісна робота тут також здебільшого пов'язана з діяльністю порту. Таким чином обидва райони формують одне функціональне ціле, яке є взірцем змін у розвитку міста під впливом великого росту міжнародної торгівлі кінця XIX — початку XX століть. | iv             |
| 41  | Архітектурна спадщина Ле Корбюзьє: видатний внесок у модернізм (нім. Das architektonische Werk von Le Corbusier - ein herausragender Beitrag zur Moderne)                                                                    | 1321  | Штутгарт                                                                                          | 2016                                              | Міжнародний об'єкт, шедевр людської творчості, що складається зі 17 будівель у 7 країнах (Німеччина, Японія, Франція, Індія, Аргентина, Швейцарія та Бельгія), які є втіленням ідей Ле Корбюзьє, видатного архітектора, одного з основоположників архітектурного модернізму. 50 років праці архітектора по всій земній кулі вилилися в обмін ідеями між різними континентами та поширення засад архітектури модернізму, по суті мова йде про мало не першу спробу використання тієї ж самої «архітектурної мови» у планетарному масштабі. Модернізм повністю відмовився від попередніх традицій в архітектурі і намагався задовольнити потреби людини в новій епосі («потреби нової людини в епоху машин»), використовуючи нові матеріали та форми. Він багато у чому досі впливає на архітектуру XXI століття. Будівлі у цьому об'єкті стали зразком для інших модерних архітекторів: наприклад, вілла Ля Рош—Женнере стала предтечею пуризму, Житлова одиниця у Марселі — бруталізму. У Німеччині частиною спадщини є будинки в Вайсенгофі, для яких характерне новаторське використання цементних балок. Крім того, ці будинки слугували прикладом потенційної побудови доступного житла для менш заможних верств суспільства. Таким чином Ле Корбюзьє хотів показати, що ця течія — це рух не для малого соціального прошарку, а для суспільства загалом.                            | i, ii, vi      |
| 42  | Печери та мистецтво Льодовикового періоду у Швабській Юрі (нім. Höhlen und Eiszeitkunst im Schwäbischen Jura) | 1527  | Швабський Альб                                                                                    | 2017                                              | Розкопки у середині XIX століття у 6 печерах у Швабському Альбі виявили фігурки, ювелірні прикраси та музичні інструменти, вік яких становить 33—43 тисячі років — вік тотожний часу прибуття перших сучасних людей до Європи під час останнього льодовикового періоду. Це одні з найстаріших таких об'єктів у світі. Вирізьблені фігурки зображають тогочасну фауну (мамонти, печерні леви та ведмеді), але також людей (Венера з Голе-Фельс) та гібридів людей та тварин (людинолев зі Штаделю). Ці об'єкти неоціненні для розуміння розвитку людської культури у Європі на її самих початках. | iii            |
| 43  | Прикордонний археологічний комплекс Хедебю та Даневірке (нім. Archäologischer Grenzkomplex Haithabu und Danewerk) | 1553  | Шлезвіг-Гольштейн                                                                                 | 2018                                              | Хедебю — це археологічний об'єкт, частиною якого є колишнє данське торгове місто, розташований неподалік Бусдорфу (земля Шлезвіг-Гольштейн). Даневірке — оборонна лінія, побудована данськими королями, також розташована в землі Шлезвіг-Шольштейн. Розташовуючись у минулому між франкськими державними утвореннями та скандинавськими королівствами, вони були центром обміну ідеями та культурними надбаннями між Північною та Західною Європою. Завдяки добрій збереженості та розмаїттю археологічного матеріалу, ці місця мають велику цінність у вивчені побуту, основ соціального та політичного життя і принципів торгівлі та економіки вікінгів та їхнього впливу на Європу у VIII—XI століттях. | iii, iv        |
| 44  | Наумбурзький собор (нім. Naumburger Dom) | 1470  | Наумбург                                                                                          | 2018                                              | Собор має наву, виконану в романському стилі, та два готичні хори (один зі західної сторони, а один — зі східної), і таким чином є прикладом переходу в пізньому Середньовіччі від одного стилю до іншого. Західний хор є творінням анонімного митця, відомого як «Майстер з Наумбургу»: для підсилення художнього ефекту під час творення хору він поєднував архітектуру, скульптуру та кольорове скло — унікальний для того часу синтез мистецтв, що знаменував новий підхід в образотворчому мистецтві та релігійній традиції. Дванадцять фігур засновників собору у натуральну величину та рельєфи хресної дороги також вважають видатними прикладами середньовічної скульптури. «Майстер з Наумбурга» надихався церквами Франції, свої ідеї приніс до Наумбурга (сучасна Саксонія-Ангальт, тодішня Священна Римська імперія), заснував тут школу, де трудилися архітектори та скульптури, чиї напрацювання згодом ширились Європою — таким чином собор є ще й прикладом культурного обміну між частинами континенту. | i, ii          |
| 45  | Гірничий регіон «Рудні гори» (нім. Montanregion Erzgebirge/Krušnohoří) | 1478  | Саксонія                                                                                          | 2019                                              | Транскордонний об'єкт (Чехія та Німеччина). Гірнича справа у цьому регіоні розпочалася з видобування срібла, а у XX ст. була на піку завдяки видобуванню урану. Загалом вона має понад 800 років історії, протягом яких задля ефективнішого видобування руд застосовувалися інноваційні технічні рішення, які згодом впливали на галузь у цілому світі. Перший дослідницький інститут, який вивчав питання гірництва, також виник на цих землях. Окрім історії самої галузі, на прикладі Рудних Гір можна простежити її вплив на побудову міст. Загалом у регіоні розташовані 22 об'єкти ЮНЕСКО, 17 з них в Німеччині: середньовічна копальня срібла в Діппольдісвальде, гірничий регіон в Альтенберзі—Цінвальді, Лявенштайн, гірничий регіон у Фрайберзі, гірничий регіон у Гогер Фрості, гірничий регіон у Шнеєберзі, завод з виготовлення синьої фарби Еразмуса Шиндлера, гірничий регіон в Аннаберзі—Фронау, гірничий регіон у Пелберзі, гірничий регіон у Бухгольці, історичний центр Марієнбергу, а разом з ним гірничий регіон Лявта, Еренфрідерсдорф, зейгерні печі в Ґрюнталі, гірничий регіон в Айбенштоку, гірничий регіон на Червоній Горі, уранові копальні в західній частині Рудних Гір. | ii, iii, iv    |
| 46  | Система управління водними ресурсами Аугсбургу (нім. Augsburger Wassermanagement-System) | 1580  | Аугсбург                                                                                          | 2019                                              | Система управління водними ресурсами в Аугзбурзі виникла ще в XIV столітті. Завдяки своєму безперервному розвитку вона зробила місто піонером у цій царині: ще у XV столітті тут почали розмежовувати питну воду та воду для виробництва, у проміжку між XV та XVII століттями побудували водонапірні вежі, що завдяки спеціальним помпам перекачували воду з водойм до міста, у XVII столітті побудували м'ясний цех з водним охолодженням, у XIX столітті — нові гідравлічні станції, що серед перших використовували посудини високого тиску та перейняли на себе завдання забезпечення питною водою, згодом — гідроелектростанції, що досі забезпечують Аугсбург електрикою. Загалом 22 елементи формують цей об'єкт ЮНЕСКО, серед них і три фонтани великої мистецької цінності (Август, Геркулес та Меркурій) та водонапірна башта біля Червоних воріт, що є найстарішою будівлею у своєму роді в Європі. | ii, iv         |
| 47  | Великі курортні міста Європи (нім. Bedeutende Kurstädte Europas) | 1613  | Бад Емс Баден-Баден Бад Кіссінген                                                                 | 2021                                              | До цього міжнародного об'єкта входять 11 міст, 8 поза Німеччиною (Баден (Австрія), Спа (Бельгія), Віші (Франція), Карлові Вари, Маріанські Лазні та Франтішкові Лазні (Чехія), Монтекатіні-Терме (Італія) та Бат (Велика Британія)) та 3 у ній: Бад Емс, Баден-Баден та Бад Кіссінген. Перелічені міста є прикладами розвитку курортної культури з XVIII ст. аж по 30-ті роки XX ст. на Європейському континенті, для якої характерні поєднання медицини та відпочинку в одному місці. Вона впливала та задавала тренди в урбаністиці таких містечок, що вилилося у проєктування типових для курортів споруд, як бювети та колонади, а також великої кількості об'єктів для проведення вільного часу (театри, казино, парки). Курорти Європи посприяли міжнародному обміну у сфері науки та охорони здоров'я, насамперед у бальнеології, сприяли поширенню таких міст по всьому світу. | ii, iii        |
| 48  | Колонія митців у Дармштадті (нім. Mathildenhöhe Darmstadt) | 1614  | Дармштадт                                                                                         | 2021                                              | Колонія митців у Дармштадті на пагорбі Матільденгеге, чия діяльність мала великий вплив на архітектуру, дизайн житлових просторів та ландшафтний дизайн, існувала з 1897 по 1914 рік та була центром реформ в мистецтві загалом та архітектурі з урбанізмом окремо. Локальні об'єкти (загалом їх 23, як-от Весільна вежа, басейн з ліліями, павільйон «Лебединий храм») зазнали великого впливу руху мистецтв та ремесел і сецесії та були предтечею модернізму: деякі елементи та тенденції, характерні для сучасної архітектури (чіткі лінії, плоскі дахи, мінімальна кількість орнаменту) вперше використовувалися саме тут. Об'єкти створювалися на засадах гезамткунстверку, тобто синтезу архітектури, дизайну та образотворчого мистецтва відповідно до єдиного задуму заради створення певного цілісного об'єкта. У 1901, 1904, 1908 та 1914 роках тут проводили архітектурні експозиції, які вплинули на проведення подібних заходів у майбутньому. Зокрема чи не вперше частиною виставки стали житлові будинки. | ii, iv         |
| 49  | Укріплені рубежі Римської імперії — Нижньонімецькі рубежі (нім. Grenzen des Römischen Reiches – Niedergermanischer Limes) | 1631  | 400 км від Райнських сланцевих гір поблизу Бонна до аж до узбережжя Північного моря у Нідерландах | 2021                                              | Транскордонний об'єкт, до якого входять 102 компоненти (воєнні бази, форти, акведуки, дороги) у 44 кластерах, з них 64 — у Німеччині, що служили північним кордоном для Нижньої Германії. Побудова рубежів у цих місцинах — наочний приклад того, як римляни приносили на периферію своєї імперії розвинуту архітектуру та технології. Ці лімеси, хоч і були відповіддю на неможливість встановити тривалий мир зі сусідніми племенами дипломатичним шляхом, усе ж були відкриті для торгівлі та контрольованої міграції, а тому слугували місцями взаємодії між різними народами та соціальними верствами. Вони також демонструють максимальні межі, яких досягла Римська імперія, та куди сягнула романізація. Не менш важливою є можливість вивчення побуту звичайних римських солдатів та їх сімей. | ii, iii, iv    |
| 50  | Об'єкти в містах ШУМ: Шпаєр, Вормс і Майнц (нім. SchUM-Stätten von Speyer, Worms und Mainz) | 1636  | Шпаєр, Вормс, Майнц                                                                               | 2021                                              | Об'єкт складається з єврейських цвинтарів у Майнці та Вормсі, єврейського двора у Шпаєрі (чоловіча та жіночі синагоги, залишки єшіви, міква) та комплексу єврейських будівель у Вормсі (чоловіча та жіночі синагоги, міква та громадський зал). Споруди та кладовища дозволяють вивчити історію виникнення та розвитку єврейських громад на північ від Альп від самого моменту їхнього виникнення, а також появу культуральних відмінностей євреїв-ашкеназі. Кількість об'єктів та їхня збереженість не має аналогів в інших частинах Центральної Європи. Архітектура локальних будівель і принципи створення кладовищ надалі були взірцями для інших єврейських громад у Центральній Європі та Англії. ШУМ є абревіатурою, де кожна літера є першою літерою назви Шпаєра (Шпіра), Вормса (Вармайса; розпочинається з літери «вав») та Майнца (Магеназа) на івриті. | ii, iii, vi    |
| 51  | Укріплені рубежі Римської імперії — Дунайські рубежі (західний сегмент) (нім. Grenzen des Römischen Reichs – Donaulimes (westliches Segment))                                                                                | 1608  | Ділянка 600 км від Бад Геггінг (Німеччина) до Іжи (Словаччина)                                    | 2021                                              | Рубежі простягаються на 600 кілометрів від Баварії через Австрію та аж до Словаччини. Вони є прикладом досягнень римлян у побудові фортифікацій, оглядових веж, таборів, доріг, а також пов'язаних з ними цивільних споруд, а також демонструють, як римляни модифікували свою військову та цивільну архітектуру відповідно до особливостей географії. Ці табори були також центрами установлення римських звичаїв на периферії імперії та регулювали торгівлю річкою, а тому були місцем обміну ідеями та здобутками між римлянами та іншими народами. Опісля падіння Римської імперії на основі таборів і фортів розбудовувалися середньовічні міста, визначаючи адміністративний поділ у цій частині Європи. | ii, iii, iv    |
| 52  | Середньовічна єврейська спадщина в Ерфурті (нім. Jüdisch-Mittelalterliches Erbe in Erfurt) | 1656  | Ерфурт                                                                                            | 2023                                              | Синагога, Кам'яний будинок та міква в Ерфурті є добре збереженими середньовічними єврейськими об'єктами, їхня архітектура та оздоблення є наочними прикладами того, як єврейська спільнота в Центральній Європі адаптувала свої звичаї задля співжиття з місцевими християнами. Вони також демонструють високий рівень розвитку центральноєвропейської єврейської громади перед початком чуми та погромів. | iv             |
| 53  | Поселення Моравської церкви (нім. Siedlungen der Herrnhuter Brüdergemeine) | 1468  | Геррнгут                                                                                          | 2024                                              | Розширення міжнародного об'єкта «Поселення Моравської церкви», перший об'єкт якої (місто Крістіансфельд, Данія) став частиною світової спадщини ще 2015 року. 2024 року такий статус здобули Геррнгут, Бетлегем (США) та Грейсгілл (Великобританія). Кожен з цих населених пунктів побудований згідно з урбаністичними та соціальними поглядами Моравської церкви та з прагненням створення ідеального міста, що виникло за часів Просвітництва, низку будівель досі використовують у відповідності до оригінального задуму. Наявність розкиданих по континентах міст, побудованих на подібних релігійних принципах, є важливим свідченням єдності церкви та її активної місіонерської діяльності. | iii, iv        |
| 54  | Ансамбль палацу-резиденції у Шверині — культурний ландшафт романтичного історизму (нім. Residenzensemble Schwerin – Kulturlandschaft des romantischen Historismus)                                                           | 1705  | Шверін                                                                                            | 2024                                              | Шверинська резиденція є один з найяскравіших прикладів історизму в європейській архітектурі. По суті, мова йде про цілий ансамбль, який складається з будівель у різних історичних стилях — неоготика, неоренесанс, необароко та неокласицизм. Попри всю свою естетичність, Шверин виконував усі необхідні для резиденції функції, як-от центр управління чи оборони, об'єкт підняття престижу та місце для організації відпочинку. | iv             |
| 55  | Палаци короля Баварії Людвіга II: Нойшванштайн, Ліндергоф, Герренкімзе та королівський будинок на Шахені (нім. Gebaute Träume – Die Schlösser Neuschwanstein, Linderhof und Herrenchiemsee des Bayerischen Königs Ludwig II) | 1726  | Швангау, гора Шахен, Етталь, острів Герренкімзее                                                  | 2015                                              | Чотири палаци (Нойшванштайн, Ліндергоф, Герренкімзе та королівський будинок на Шахені) є творіннями фантазії Людвіга II, втіленими в камені: він особисто підбирав архітекторів та митців, пильно контролював, чи робота йде відповідно до його задумів, вивчав історію замків та резиденцій, що послужили зразком для побудови його палаців (Версаль, Вартбург, Блакитний грот, схід), та епох (Середньовіччя, бароко, рококо). Кожна будівля є шаною певному ідеалізованому королем явищу з минулого чи історичній добі: Нойшванштайн — ода творінням Вагнера, де кімнати присвячені окремим операм (Тангойзер, Перстень Нібелунгів, Трістан та Ізольда), Герренкімзе будували як копію Версалю, місце натхненне епохою Бурбонів та абсолютизму, Ліндергоф є тематичним парком, де можна натрапити як на місця з опер Вагнера, так і на місцини з ідеалізованого сходу. Разом всі ці палаци демонструють інтелектуальні та культурні надбання Європи від доби Середніх віків до середини XIX століття. Їхнє розташування в мальовничих місцинах забезпечувало відчуття втечі від світу — явища, притаманного романтизму. Водночас це розташування, монументальність палаців та синтез мистецтв були даниною іншій тодішній моді: всесвітнім виставкам. Маврський кіоск — найстаріша збережена будівля з міжнародних виставок, Людовік II придбав та встановив на території Ліндергофу. | i, iii, iv, vi |

### Розташування об'єктів
|  | 1. Аахенський собор 2. Шпаєрський собор 3. Резиденція єпископа з парком і палацовою площею у Вюрцбургу 4. Паломницька церква у Вісі 5. Палаци Августусбург і Фалькенлуст у Брюлі 6. Кафедральний собор Св. Марії і церква Св.Михайла в Гільдесгаймі 7. Давньоримські пам'ятки, кафедральний собор Св. Петра та церква Богоматері в місті Трір 8. Укріплені рубежі Римської імперії 9. Ганзейське місто Любек 10. Палаци і парки Потсдама та Берліна 11. Монастир і набрамна капела в місті Лорш 12. Старовинні копальні Раммельсберга, історичне місто Гослар та водне управління Верхнього Гарца 13. Історичний центр Бамбергу 14. Монастирський комплекс Маульбронн 15. Колегіатська церква, замок і Старе місто в Кведлінбурзі 16. Залізоробний завод у місті Фельклінген 17. Археологічні знахідки в кар'єрі Мессель 🌏 18. Пам'ятники архітектурної школи Баугауз в містах Веймар, Дессау та Бернау 19. Кельнський собор 20. Пам'ятні місця Лютера в містах Айслебен і Віттенберг 21. «Класичний Ваймар» 22. Музейний острів в Берліні 23. Замок Вартбург 24. Паркове королівство Дессау-Верліц 25. Монастирський острів Райхенау 26. Індустріальний комплекс вугільної шахти Цольферайн 27. Історичні центри міст Вісмар і Штральзунд 28. Долина Середнього Рейну 29. Парк Мускау/Парк Музаковскі 30. Бременська ратуша і статуя Роланда на Ринковій площі 31. Старе місто Регенсбурга, включно з районом Штадтамхоф 32. Букові праліси Карпат та інших регіонів Європи 🌏 33. Райони житлової забудови в стилі берлінського модернізму 34. Ватове море 🌏 35. Фабрика Фагус в Альфельді 36. Доісторичні пальові поселення в Альпах 37. Маркграфський оперний театр 38. Гірський парк Вільгельма 39. Вестверк епохи Каролінгів і абатство Корвей 40. Старовинний комплекс пакгаузів Шпайхерштадт і район Конторхауз з будівлею Чиліхауз у Гамбурзі 41. Архітектурна спадщина Ле Корбюзьє: видатний внесок у модернізм 42. Печери та мистецтво Льодовикового періоду у Швабській Юрі 43. Прикордонний археологічний комплекс Хедебю та Даневірке 44. Наумбурзький собор 45. Гірничий регіон «Рудні гори» 46. Система управління водними ресурсами Аугсбургу 47. Великі курортні міста Європи 48. Колонія митців у Дармштадті 49. Укріплені рубежі Римської імперії — Нижньонімецькі рубежі 50. Об'єкти в містах ШУМ: Шпаєр, Вормс і Майнц 51. Укріплені рубежі Римської імперії — Дунайські рубежі (західний сегмент) 52. Середньовічна єврейська спадщина в Ерфурті 53. Поселення Моравської церкви 54. Ансамбль палацу-резиденції у Шверині — культурний ландшафт романтичного історизму 🌏 — об'єкти природного типу |

## Колишні об'єкти
| Тип | Об'єкт                                                             | № WHC | Розташування            | Час перебування | Інформація | Критерії       |
| --- | ------------------------------------------------------------------ | ----- | ----------------------- | --------------- | --- | -------------- |
|     | Долина Ельби біля Дрездену (нім. Kulturlandschaft Dresdner Elbtal) | 1156  | Дрезден та його околиці | 2004—2009       | 18-кілометрову берегову лінію Ельби, що простягалася від палацу Юбігау до палацу Пілнітц, внесли до спадщини ЮНЕСКО 2004 року як через її визначну палацову архітектуру, будівлі середнього класу, парки та приміські віли, виноградники, так і через вплив Дрездена на розвиток центральної Європи. 2009 року об'єкт позбавили статусу через побудову Вальдшльосхенського мосту в межах ареалу. | ii, iii, iv, v |

| Долина Ельби біля Дрезденуclass=notpageimage\| Колишні об'єкти Світової спадщини на мапі Німеччини |

## Попередній список

### Кандидати
| № | Об'єкт | № WHC | Розташування | Час внесення | Інформація | Критерії        |
| - | --- | ----- | --- | ------------ | --- | --------------- |
|   | Соціальні установи Франке в Галле: сиротинець та освітня архітектура (нім. Die Franckeschen Stiftungen zu Halle: Waisenhaus und Bildungsarchitektur) | 1368  | Галле | 1999         | Задуманий Августом Геррманом Франке як школа для бідних та знедолених, комплекс навчальних та соціальних установ названих на його честь є важливим символом епохи Просвітництва та пієтизму. Будівлі почали зводити 1695 року, основні роботи завершилися 1748 року, від того часу установа переросла роль школи та сиротинця, ставши важливим центром педагогічної науки. У співпраці з місцевим університетом, вона допомогла перетворити Галле на важливий науковий та освітній центр у першій половині XVIII століття. Частина побудованого комплексу дійшла до сьогоднішніх днів у оригінальному вигляді. 2014 року була подана заявка на отримання статусу світової спадщини, однак опісля невдалих оцінок від Міжнародної ради з охорони пам'яток та історичних місць 2016 року цю заявку скасували та повернулися до статусу кандидата. | iii, iv, vi     |
|   | Єврейське кладовище в Альтоні (нім. Jüdischer Friedhof Altona) | 5973  | Гамбург | 2015         | Кладовище площею 1,9 гектара засноване на початку XVII століття та складається з двох частин: поховань євреїв-ашкеназі та євреїв-сефардів. Могили тут багато оздоблені написами португальською, івритом, іспанською, французькою та німецькою, що є наочним символом історії міграцій євреїв (у випадку сефардів мова йде про вигнання з Піренейського півострова, а також насильне прийняття християнства). Під час цих міграцій та у взаємодії з католицизмом та протестантизмом сформувалася нова культура (у тому числі і поховальна), що відобразилося в орнаментах на могилах. Згодом ця культура рознеслась по світу під час дальших міграцій, досягши Нового світу. | ii, iii, iv, vi |
|   | Альпійські та приальпійські лучні та болотні ландшафти (історичні антропогенні ландшафти Верденфельзер-Лянду, Аммергау, Штафельзета Мурнавер-Моосу в районі Гарміш-Партенкірхен (нім. Alpine und voralpine Wiesen-, Weide- und Moorlandschaften im Werderfelser Land, Ammergau, Staffelseegebiet und Murnauer Moos) | 5974  | Гарміш-Партенкірхен | 2015         | Чотири ділянки лучних та болотних місцин, де альпійські традиції сільського господарства сягають Середньовіччя, а сформовані від взаємодії людини та природи ландшафти майже не змінюються протягом століть. Вони формувалися під впливом косіння та використання луків як пасовищ, розведення великої рогатої худоби, побудови гірських хатин та стодол. Попри активне використання, тутешні ландшафти не піддалися значній деградації, навпаки — завдяки сільському господарству для них характерне високе біорозмаїття. | v               |
|   | Замкова каплиця Торгау (нім. Schlosskapelle Torgau) | 6723  | Торгау | 2024         | Каплиця у замку Гартенфельс є першою у світі побудованою церковною спорудою для потреб протестантської громади та єдиною, яку освятив Лютер. Її пропорції та оздоблення створювалися відповідно до його повчань, надалі її архітектурні рішення були та досі є зразком для побудови та оформлення інших протестантських храмів: серед нововведень були мінімальна кількість оздоблення, єдиний простір для парафіян та духівництва, сидячі місця для вірян, велика простора центральна нава без колон, аби останні не заважали спогляданню служби, розташування вівтаря, амвона та органа вздовж повздовжньої та поперечної осей. 5 жовтня 1544 року каплицю особисто освятив реформатор: під час проповіді він озвучив основні принципи протестантської служби (формула Торгау) та акцентував на важливості проповіді, молитви та співу як діалогу з Богом. Вважають, що творіння першого кантору каплиці, Йогана Вальтера, надалі сформували канони протестантського літургійного співу. | ii, iv, vi      |
|   | Зелений пояс (нім. Grünes Band) | 6724  | Бранденбург Баварія Гессен Мекленбург—Передня Помаранія Нижня Саксонія Саксонія Саксонія-Ангальт Тюрингія Шлезвіг-Гольштайн | 2024         | Зелений пояс являє собою природоохоронну зону протяжністю 1393 кілометри, найдовший екологічний коридор, котрий знаходиться під охороною держави. Осердям об'єкта є колишній внутрішній кордон між ФРН та НДР, де людська активність була мінімальною, а отже виникли добрі умови для розростання рослинності та життя тварин. Відіграє важливу роль для міграції тварин (особливо по осі північ—південь), запобіганню ізоляцій видів та популяцій, збереженню вразливих видів (зокрема тут ростуть чи проживають понад 1100 видів флори та фауни, які внесені до Червоної книги Німеччини). Потенційно об'єкт можуть перевести з природного до змішаного: через проходження тут кордону між двома німецькими державами, тут водночас проходив і цивілізаційний кордон, так звана «залізна завіса». | ix, x           |
|   | Олімпійський парк в Мюнхені (нім. Olympiapark München) | 6725  | Мюнхен | 2024         | Олімпійський парк та території довкола нього були створені для потреб Літніх олімпійських ігор 1972 року. Відкритість новим технологіям, акцент на новому плюралістичному суспільству та шана грецьким ідеям, де людина була основою архітектурних пропорцій, формували бачення олімпійського комплексу. Стадіон для ігор чи не вперше проєктували за допомогою комп'ютера, а вже іконічний натяжний дах та вдале й органічне поєднання архітектури та ландшафту послужили прикладом для побудови подібних споруд по всьому світу. Парк також поєднав у собі функції як місця для спорту високих здобутків, так, опісля ігор, і місця для проведення вільного часу для містян, таким чином акцентуючи на тому, що у центрі створення нових споруд чи ландшафтів лежать потреби людини. | i, ii, iv       |
|   | Претцинський водозлив (нім. Pretziener Wehr) | 6726  | поблизу Шенебека | 2024         | Шлюзний водозлив завершили 1875 року. Від того часу від повністю відповідає усім поставленим вимогам та виконує дві функції: з одного боку захищає Магдебург та Шенебек від розливів Ельби, з іншого забезпечує її судноплавність. Дані про технічні характеристики водозливу опублікували в низці журналів, таким чином низка інших водозливів в центральній Європі будувалася з урахуванням технічних рішень Претцинського водозливу. Відповідно одним з критеріїв внесення до спадщини ЮНЕСКО є великий вплив на інженерну думку в добу індустріалізму, розвиток захисту проти повеней та пов'язану з цим модифікацію навколишнього ареалу (окрім водозливу, був створений і канал відведення води довжиною 21 кілометр). | ii, iv          |
|   | Знахідка шенінгенських списів — люди та полювання 300 000 років тому (нім. Fundstätte der Schöninger Speere – Mensch und Jagd vor 300.000 Jahren (Niedersachsen)) | 6727  | поблизу Шенінгена | 2024         | Людська стоянка біля Шенінгену є однією з найстаріших збережених таких об'єктів у світі, їй приблизно 300 000 років. Знайдені тут мисливські знаряддя полювання є найстарішими знайденими такими об'єктами на світі. Вони є наочним прикладом еволюції людського мислення та уяви, без їхнього створення людина б не змогла очолити харчовий ланцюг. Також знахідка списів та палиць поклала край думці про те, що більш ранні види людей перед людиною мудрою не вміли полювати на велику здобич: знаряддя полювання тут створювали та використовували давніші людина гейдельберзька та неандертальці. Шенінгенська знахідка також є наочним свідченням передачі вміння створювати мисливські знаряддя та самого мисливського досвіду як між поколіннями одного виду, так і між різними людськими видами — явища, яке мало ключову роль у збереженні та процвітання людства. | ii, iii         |
|   | Телевізійна вежа в Штутгарті: архетип і символ сучасної масової комунікації (нім. Der Fernsehturm Stuttgart: Archetyp und Symbol moderner Massenkommunikation) | 6728  | Штутгарт | 2024         | Мова йде про першу телевізійну вежу, побудовану зі залізобетону. Збудована протягом 20 місяців та завершена 5 лютого 1956 року, вежа ознаменувала поширення по світу нового типу масової комунікації — телебачення. «Мати усіх телевеж» стала прототипом для побудови подібних об'єктів по всьому світу та сформувала типове уявлення про те, як має виглядати телевізійна вежа. Окрім передавальної функції, вежа від самого початку була і туристичним об'єктом, відкритим для публіки, зокрема через наявність ресторану та оглядового майданчика, на що рівнялися при побудові телевеж в інших країнах. | ii, iv          |
|   | Район «Вальдзідлюнг Целендорф» — розширення об'єкту «Райони житлової забудови в стилі берлінського модернізму» (нім. Waldsiedlung Zehlendorf – Erweiterung der Welterbestätte „Berliner Wohnsiedlungen der Moderne“)                                                                                                | 6729  | Берлін | 2024         | Потенційне розширення об'єкта «Райони житлової забудови в стилі берлінського модернізму» у вигляді житлового району «Вальдзідлюнг Целендорф», або «Хатин дядечка Тома», яке розташоване в берлінському районі Целендорф. Забудова у стилі баугауз постала в 1926—1932 роках, у різний час її проєктували Отто Рудольф Зальвісберг, Гуго Герінг та Бруно Таут. Як і інші (вже включені до ЮНЕСКО) об'єкти, будівлі проєктували разом з навколишнім середовищем, з урахуванням останніх архітектурних, просторових, гігієнічних та дизайнерських досягнень, а головним досягненням було те, що житло в цьому районі було доступне для середнього класу. | ii, iv          |
|   | Європейські паперові фабрики (з доби ручного виробництва паперу) (нім. Europäische Papiermühlen (aus der Ära des handgeschöpften Papiers) | 6767  | Цвеніц Гомбург | 2024         | Міжнародний об'єкт, поданий разом з Польщею, Чехією, Іспанією та Італією, до якого входять паперові фабрики, на котрих зі XVI аж по раннє XX століття виробляли папір. Іспанія та Італія є місцями виникнення традиції ручної продукції паперу, Німеччина, Чехія та Польща вказують на подальше її поширення. Кандидатами від німецької сторони є фабрики у Гомбурзі (на фото) та Цвеніці. | ii, iii, iv     |

### Кандидати на мапі
| Соціальні установи в Галле 1 2 3 4 Єврейське кладовище в Альтоні Берлінський модернізм Телевізійна вежа в Штутгарті Шенінгенські списи Претцинський водозлив Олімпійський парк Торгау Гомбург Цвенітцclass=notpageimage\| Кандидати на потрапляння до Світової спадщини на мапі Німеччини: Зеленим ()об'єкти пов'язані з альпійськими ландшафтами: 1 - Верденфельзер-Лянд, 2 - Мурнавер-Моос, 3 - Штафельзе, 4 - Аммергау |

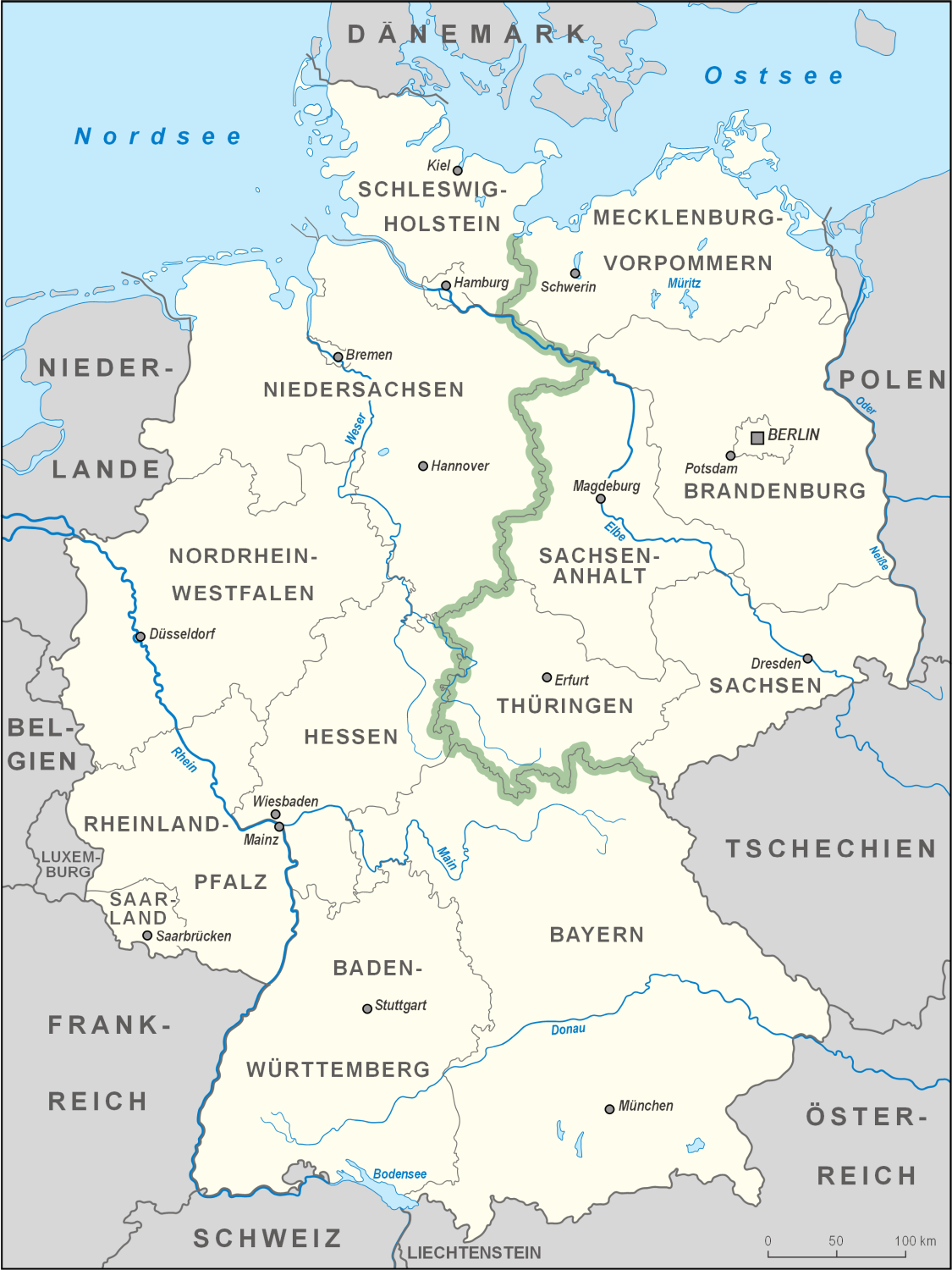
Зелений пояс Німеччини

## Колишні кандидати

### Список
Низка об'єктів протягом історії мала шанси стати складовою частиною Світової спадщини, однак з різних причин їм цього статусу не надали? зокрема й тому, що вони не мали «виключної універсальної цінності». Ще під час третьої сесії комітету Світової спадщини пролунало прохання про те, що кожна країна мала б підготувати список потенційних кандидатів. Уже через рік Федеративна Республіка Німеччина (ФРН) разом з Канадою були першими двома країнами, які опублікували такі переліки. До німецького списку ввійшли як успішні у майбутньому номінації (Шпаєрський собор, церква у Візі, у Гільдесгаймі, резиденція у Вюрцбурзі, історичний центр Любеку та поселення-підкова у Берліні), так і три номінації, які не стали успішними:
| Тип | Об'єкт                                                                          | № WHC  | Розташування | Час перебування     | Інформація | Критерії          |
| --- | ------------------------------------------------------------------------------- | ------ | ------------ | ------------------- | --- | ----------------- |
|     | Церква Святої Єлизавети (нім. Elisabethkirche)                                  | —      | Марбург      | 1980—1996           | Номінація ґрунтувалася на великій культурній та архітектурній цінності церкви: разом з церквою Богоматері у Трірі, церква Святої Єлизавети була одним з найперших готичних храмів у Німеччині та слугувала прикладом для інших церков надалі. Також тут зберігаються кістки Єлизавети Угорської. Номінація була наявна в оновленому списку кандидатів 1993 року, але відсутня в оновленні за 1996 рік. | —                 |
|     | Замок та історичний центр Гайдельбергу (нім. Heidelberger Schloss und Altstadt) | — 1359 | Гайдельберг  | 1980—1996 1999—2015 | Перша номінація відбулася 1980 року, апліканти вказували як на його велику художню цінність («одне з найкращих свідоцтв поширення Ренесансу на північ від Альп»), так і на культурну важливість (зв'язок з історичним центром Гайдельберга, з його університетом — одним з найперших в Європі). У списку кандидатів за 1985 рік номінація видозмінилася: номінували не тільки замок, а й увесь історичний центр міста. Список за серпень 1993 знову наводив лише замок. У 1996 році номінацію закрили, але 1999 року повторно спробували здобути статус, номінуючи як замок, так й історичний центр, знову вказуючи на нього, як на визначний приклад німецького Відродження, центр німецького романтизму в XIX столітті, а також приклад однієї з перших сучасних консервацій архітектурного об'єкта. Під час голосування у 2007 році, комітет відмовив у статусі Світової спадщини, а 2015 року заявка була скасована. | — ii, iii, iv, vi |
|     | Валгалла (нім. Walhalla)                                                        | —      | Донаустауф   | 1980—1996           | Побудована як місце слави великих германців. Висувалася як один з найвеличніших німецьких національних пам'ятників, зі стилістичним зв'язком з Античністю та ідейним зв'язком з лицарством зі Середньовіччя. Номінація була наявна в оновленому списку кандидатів 1993 року, але відсутня в оновленні за 1996 рік. З 1984 по 1993 кандидатом на включення була не тільки сама Валгалла, але й долина Дунаю поблизу неї. | —                 |

1984 року ФРН видала оновлений список кандидатів. Він складався з 52 об'єктів, зокрема успішних у майбутньому об'єктів у Трірі, монастиря у Лорші, острова Райхенау, історичних центрів Бамбергу, Гослару та Регенсбургу, монастиря Маульбронн, ратуші у Бремені, опери у Байроті, торгових кварталів у Гамбурзі, павичевого острова в Берліні разом з палацом Ґлініке (згодом складова частина палаців і парків Постдаму). Решта об'єктів, що не стали спадщиною ЮНЕСКО, перелічені нижче (ані критерії, ані висвітлення унікальності та важливості у документах не були наведені):

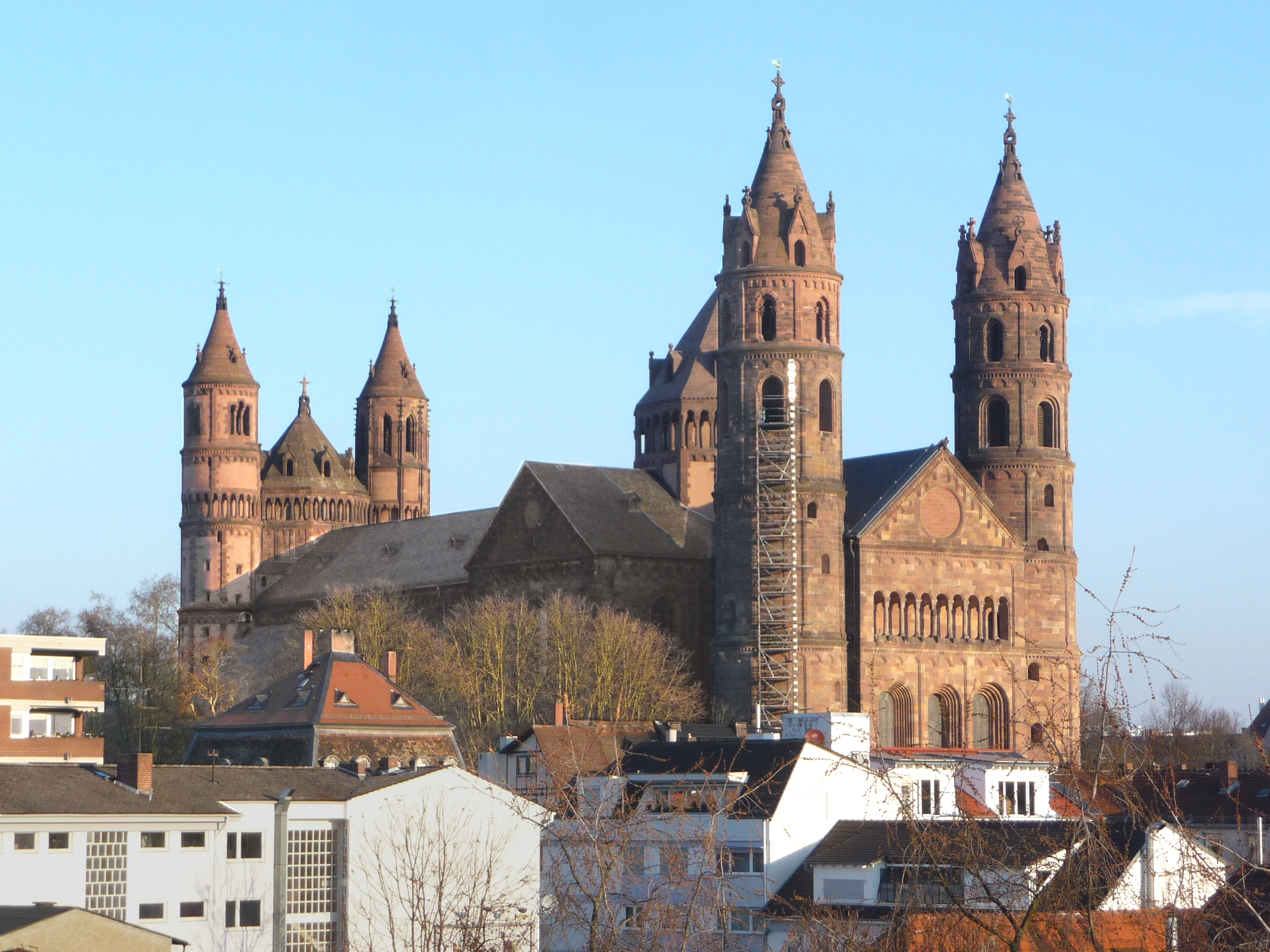
Вормський собор 1984—1993
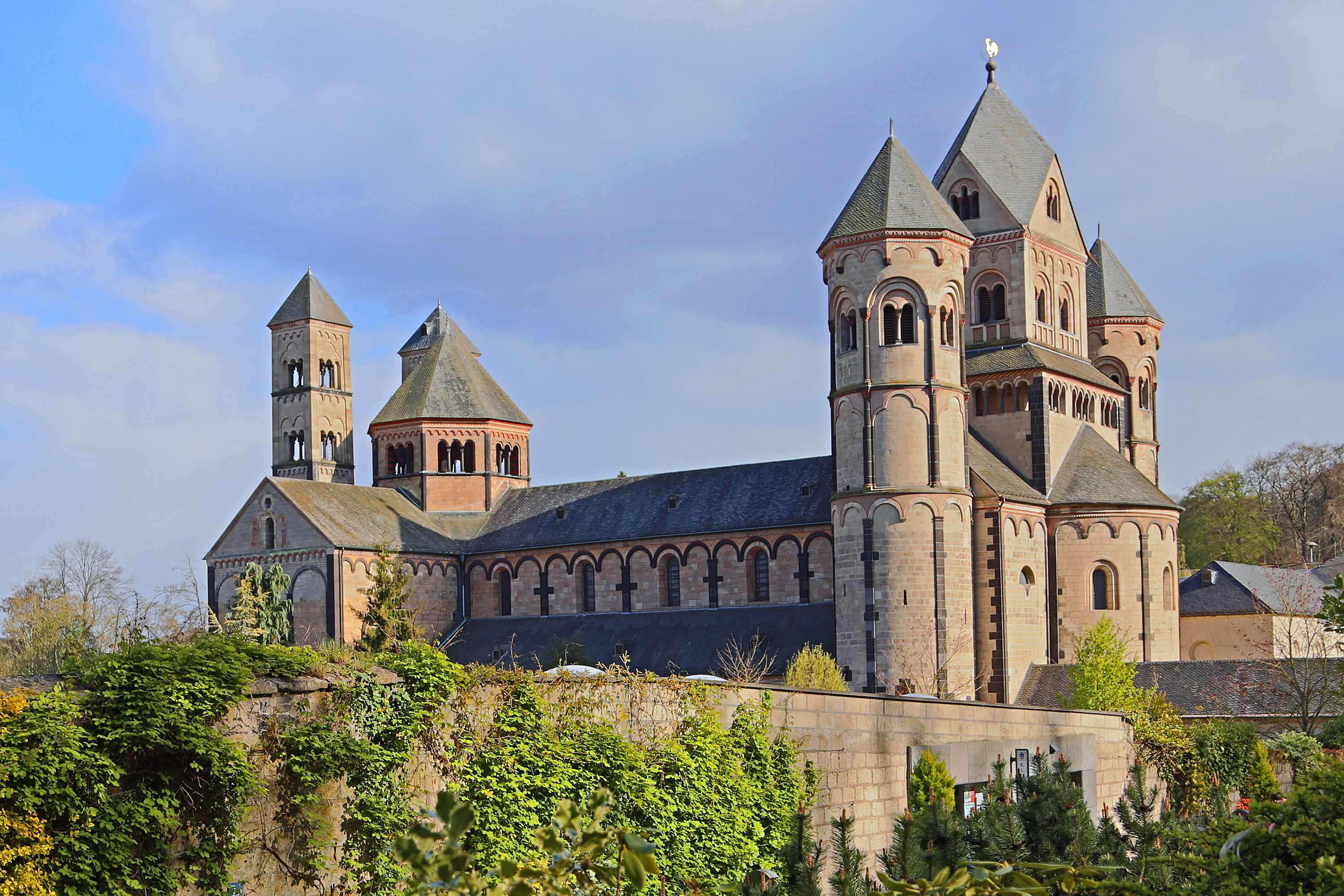
Абатство Марії Лаах 1984—1993
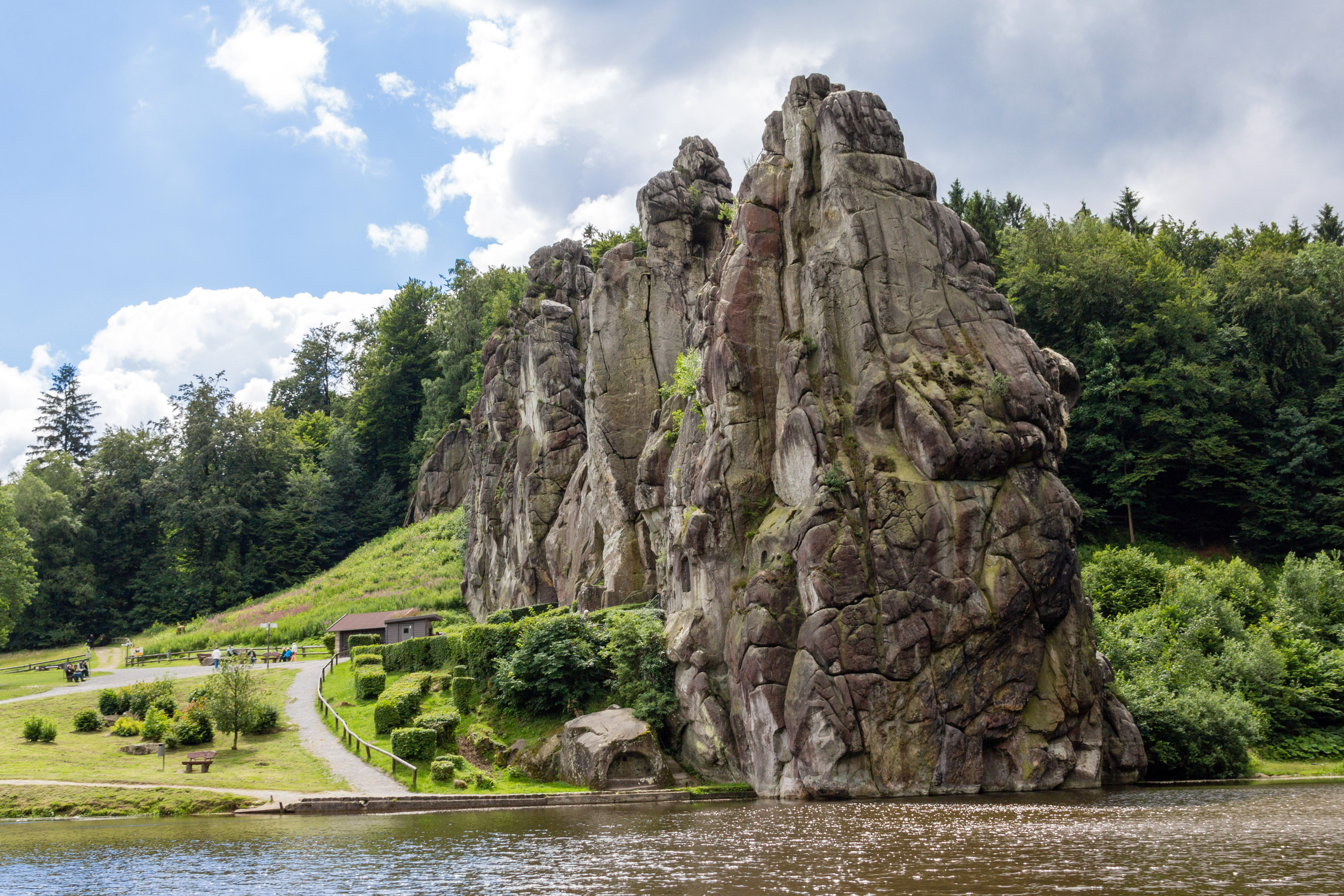
Екстернське каміння 1984—1996
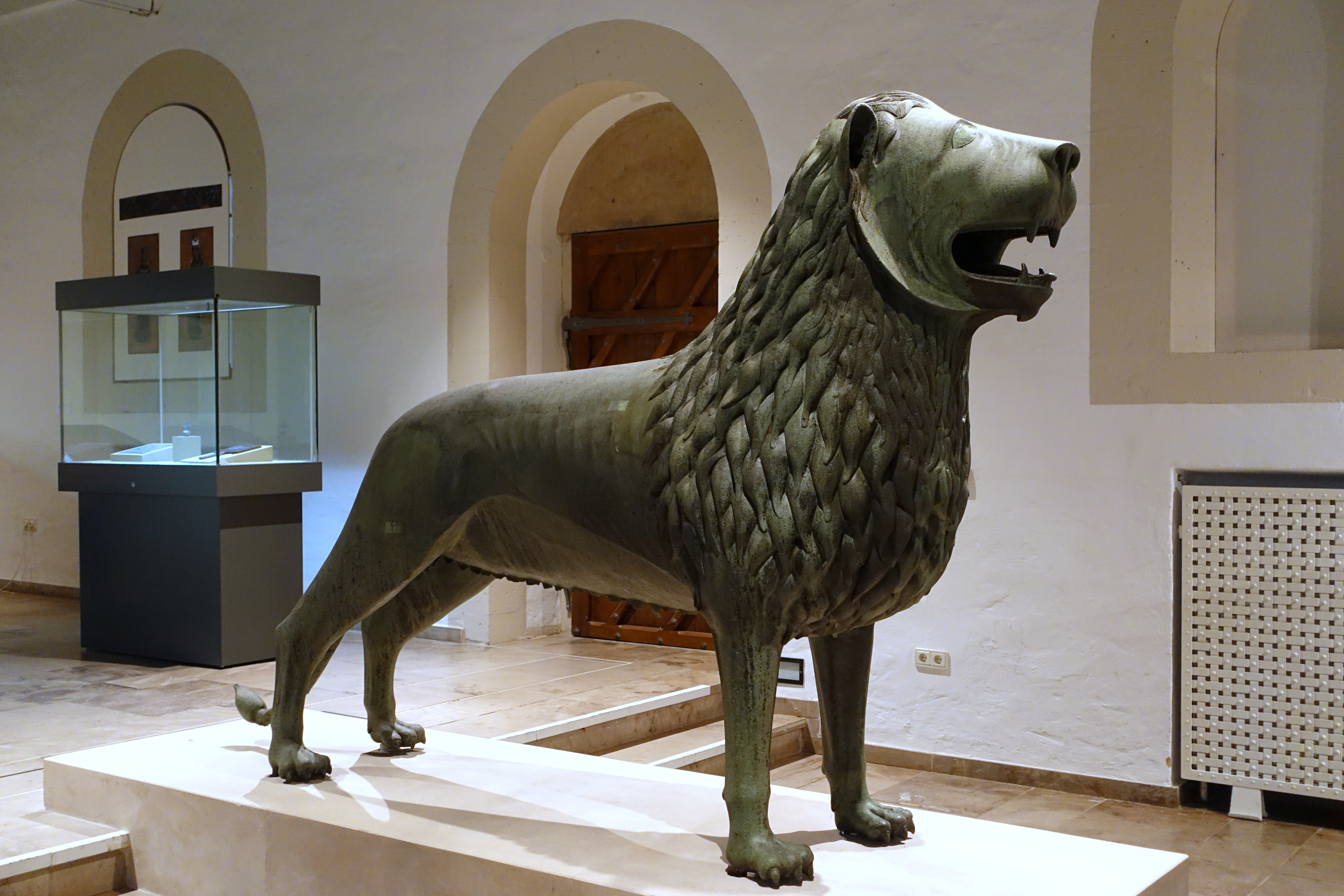
Бравншвайзький лев[de] 1984—1996
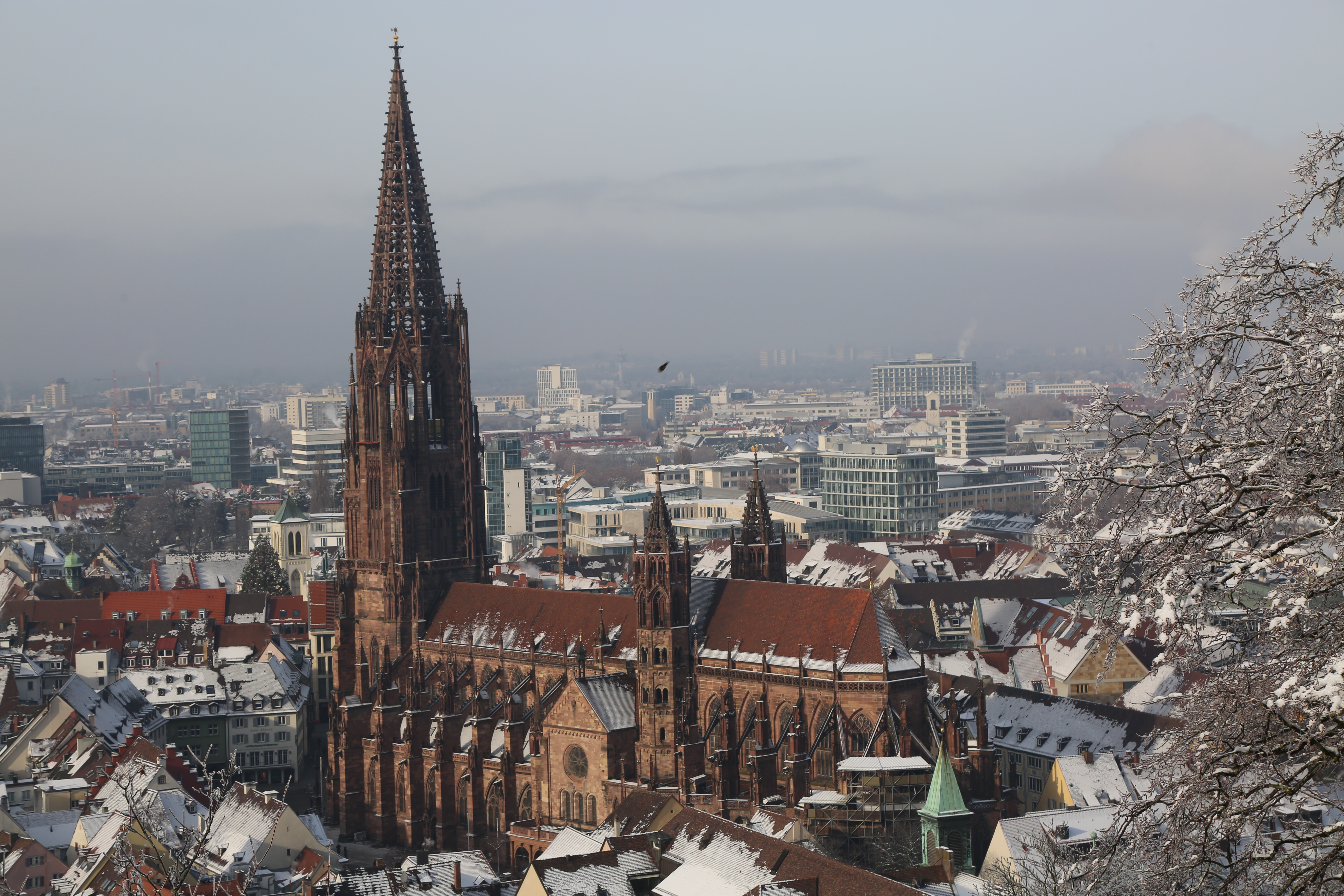
Фрайбурзький собор 1984—1996
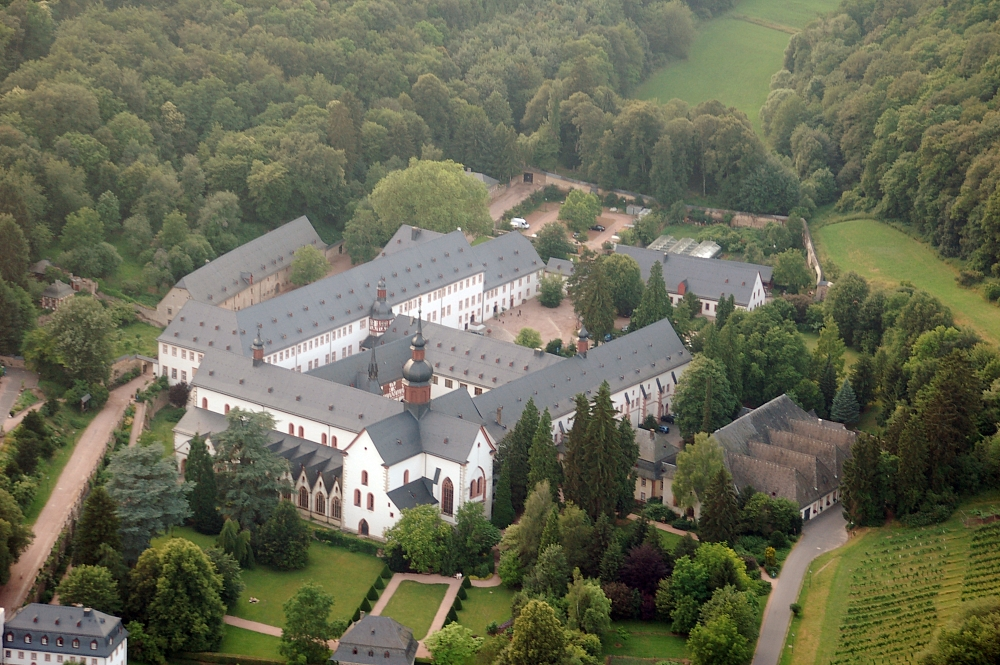
Монастир Ебербах[de] 1984—1996
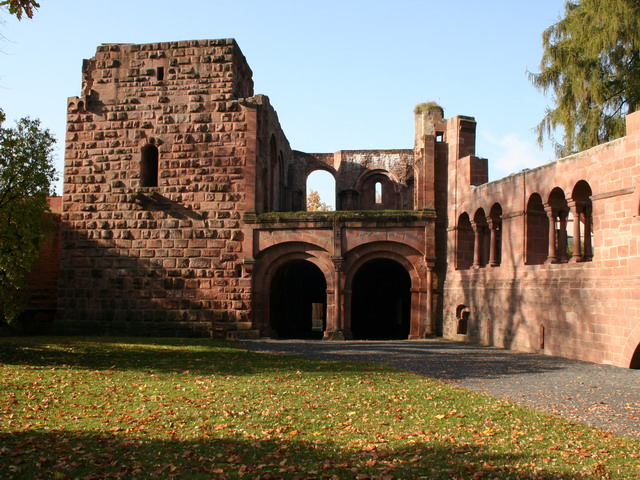
Імператорський пфальц Гельнгаузен[de] 1984—1996
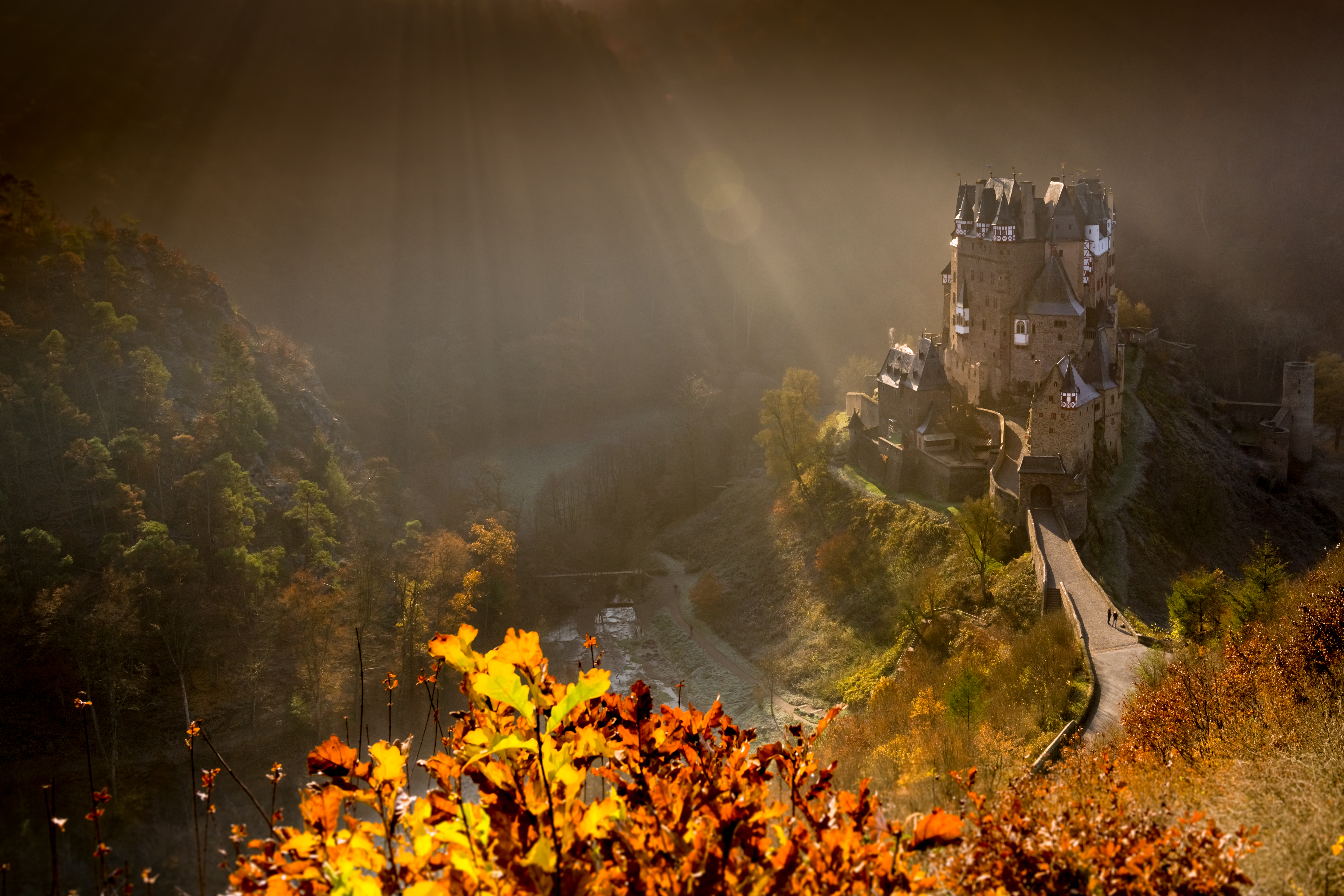
Замок Ельц 1984—1996
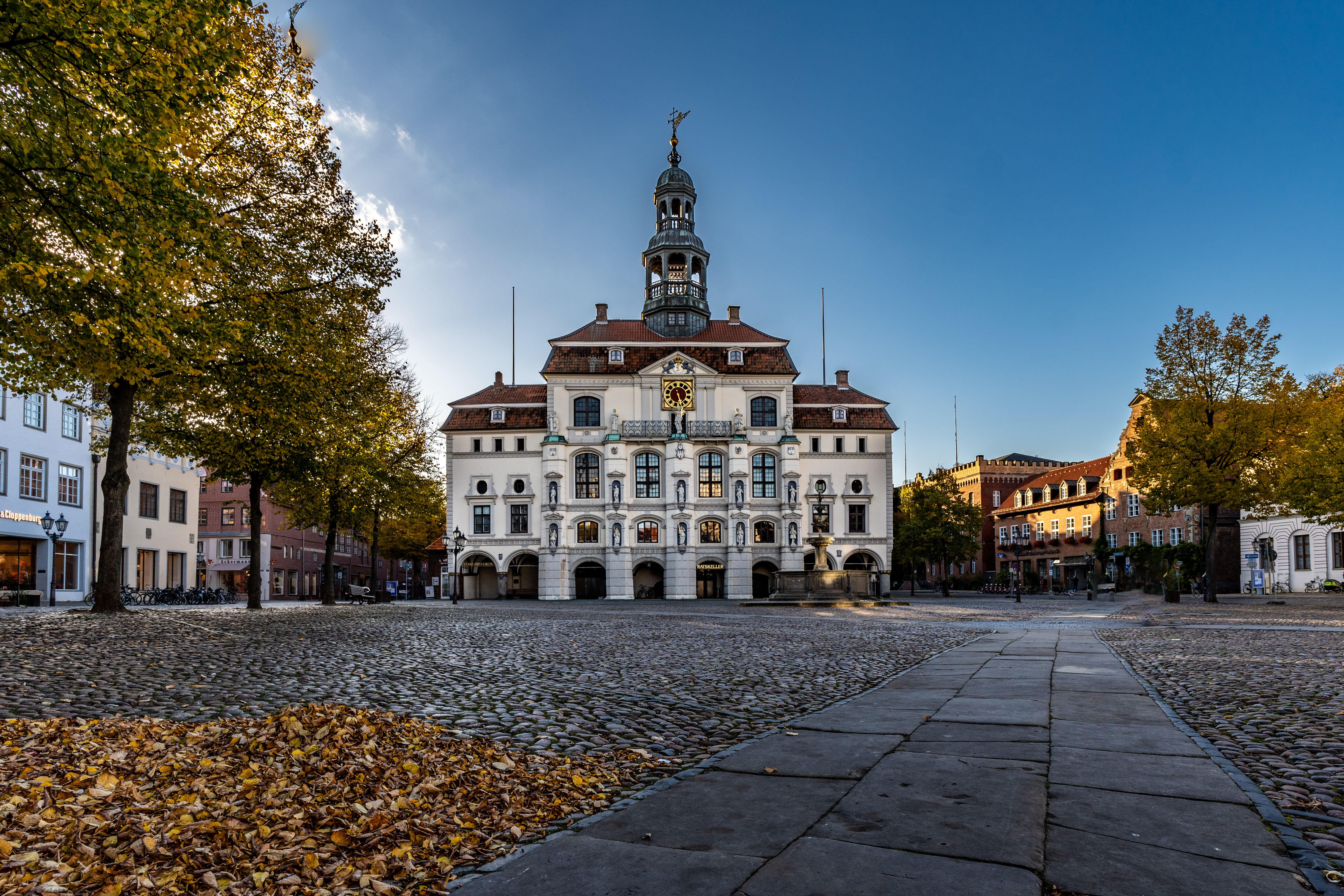
Ратуша[de] в Люнебурзі 1984—1993
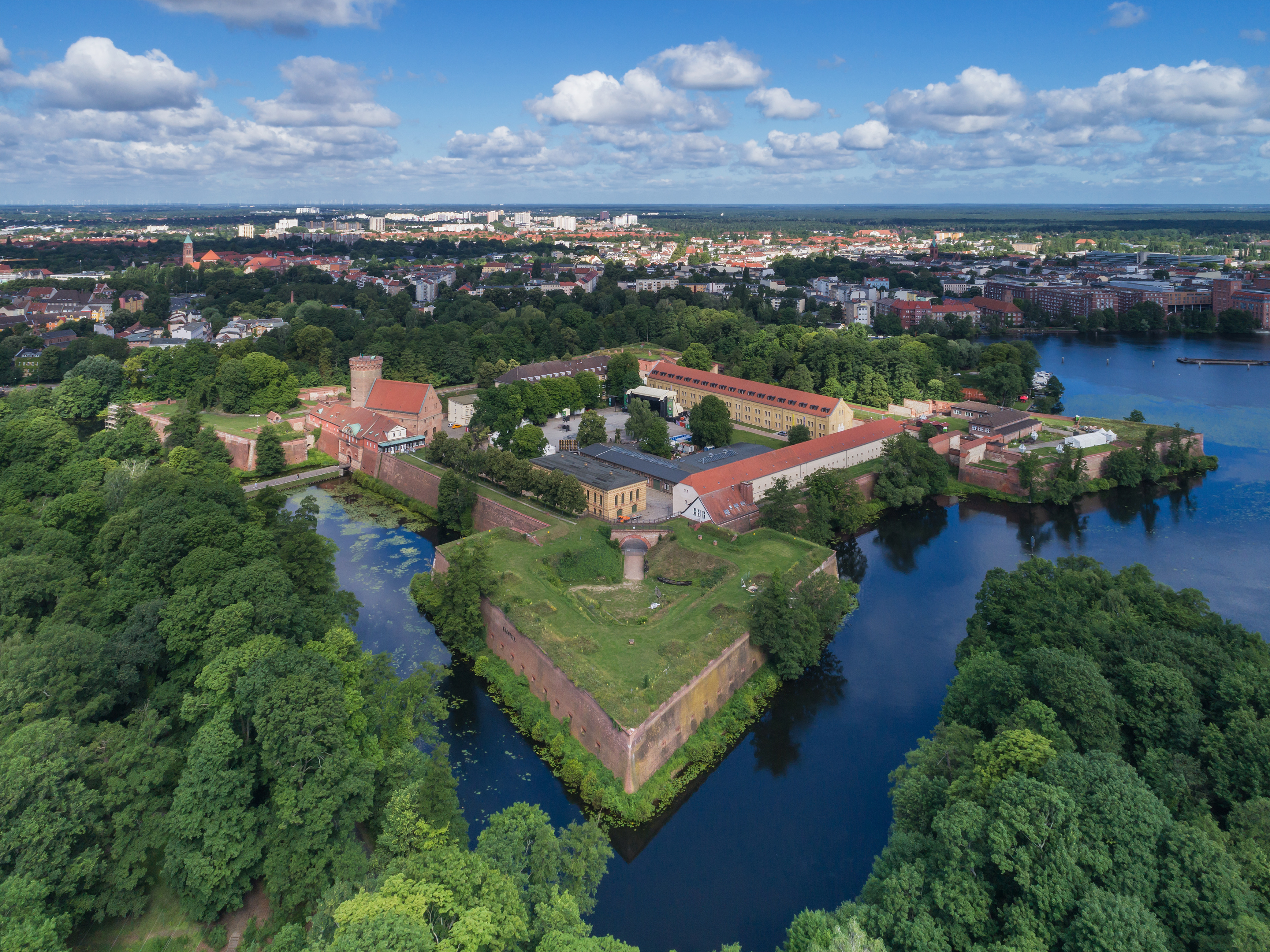
Фортеця Шпандау 1984—1996
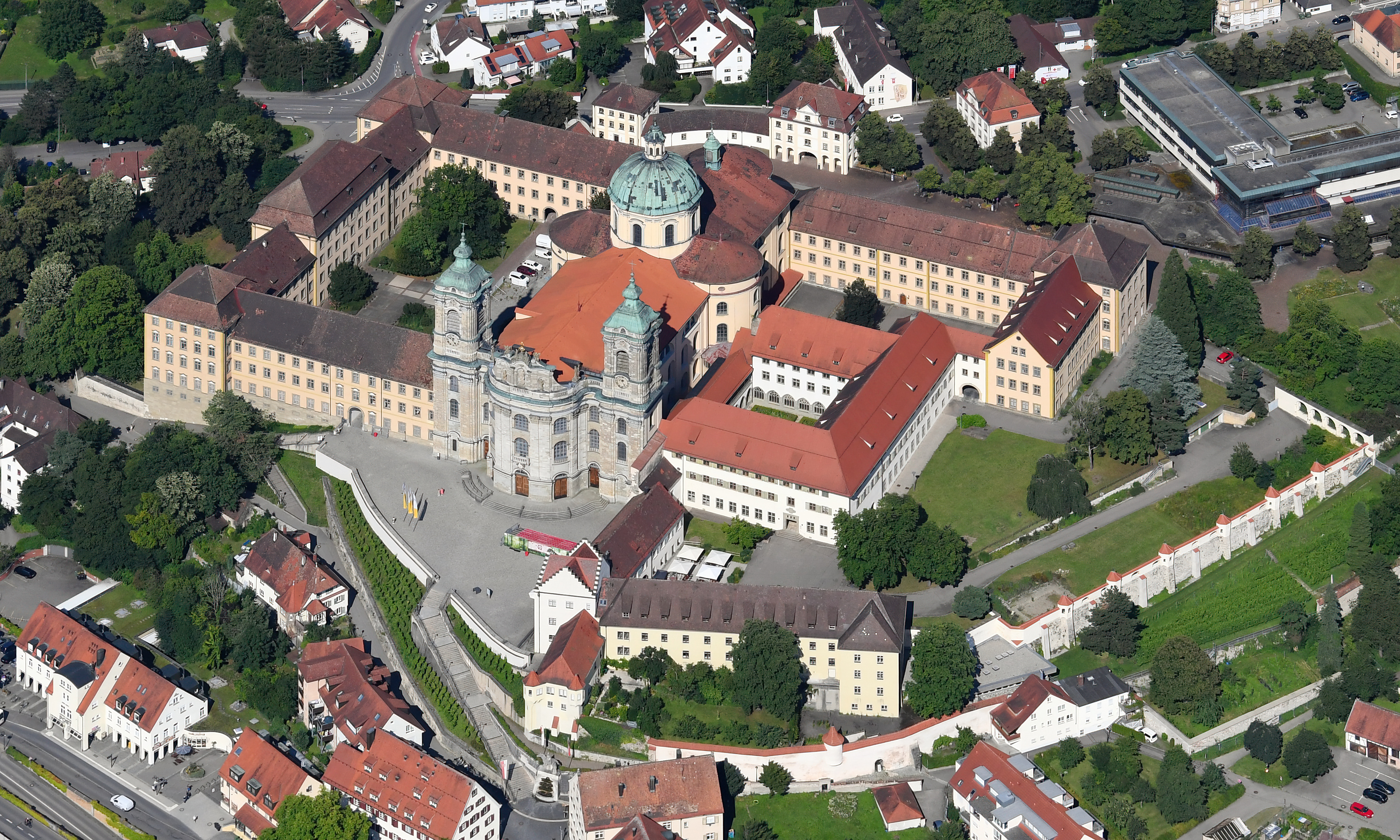
Абатство Вайнгартен[de] 1984—1996
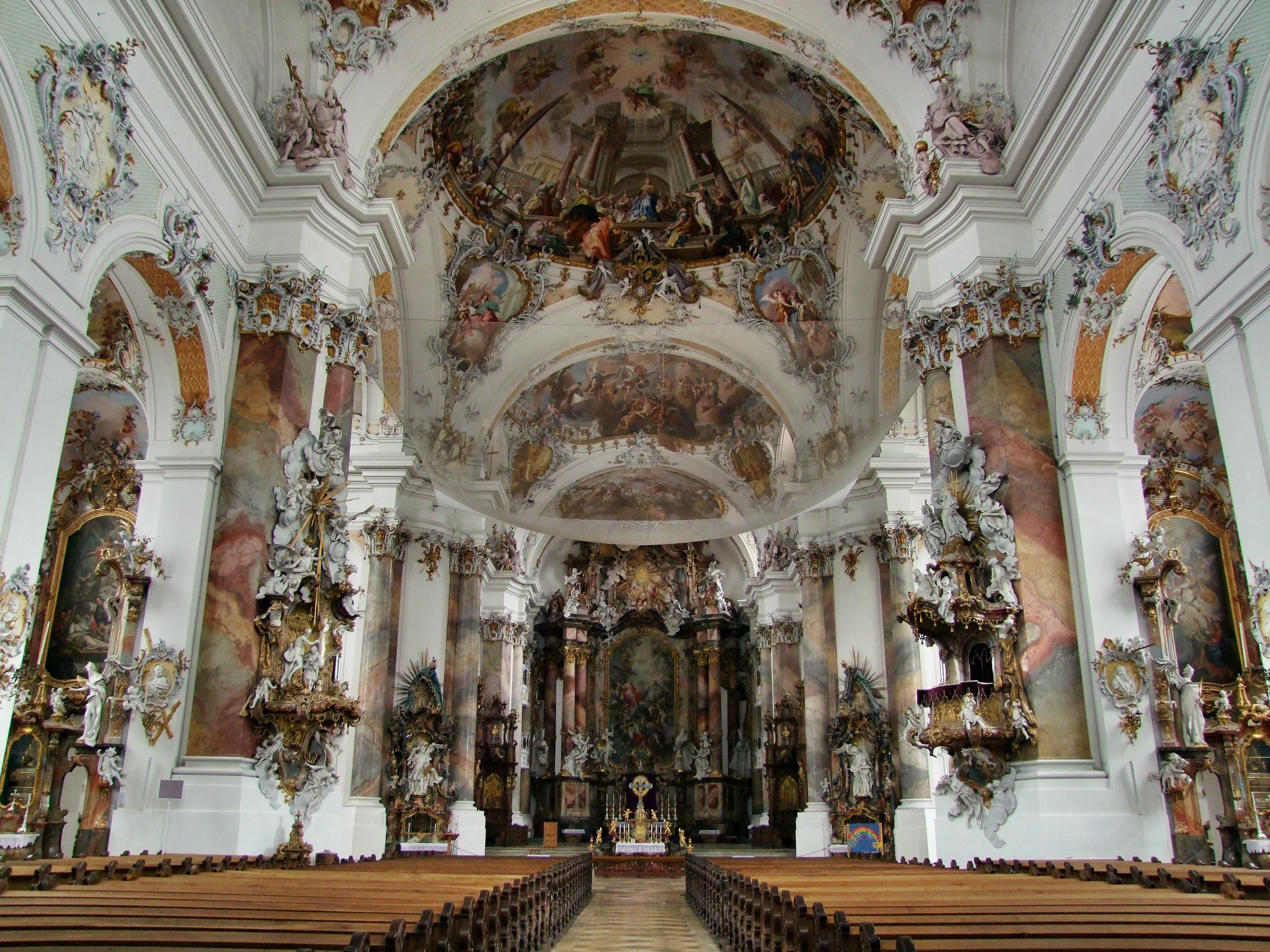
Монастир Оттобойрен[de] 1984—1993
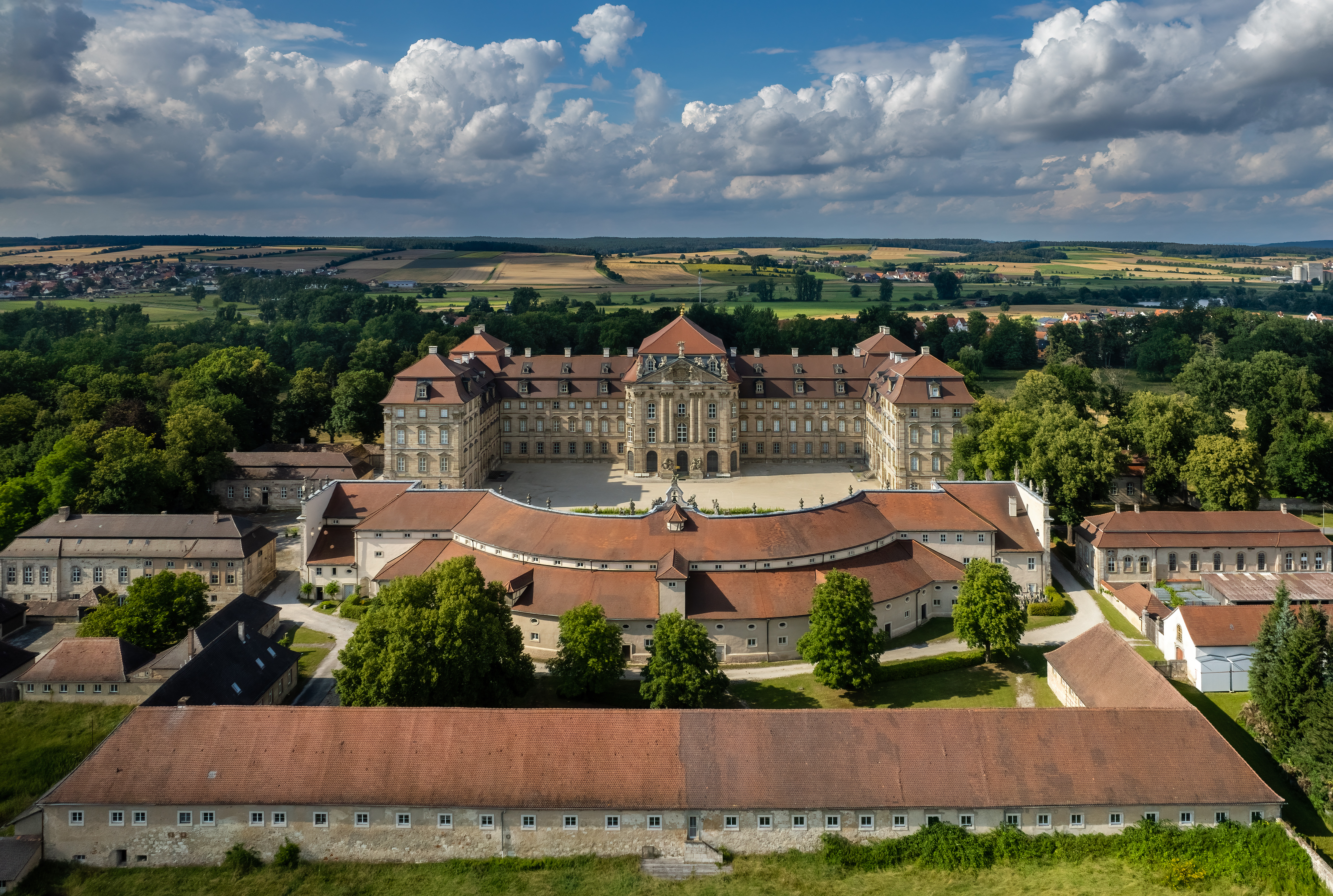
Палац Вайсенштайн 1984—1996
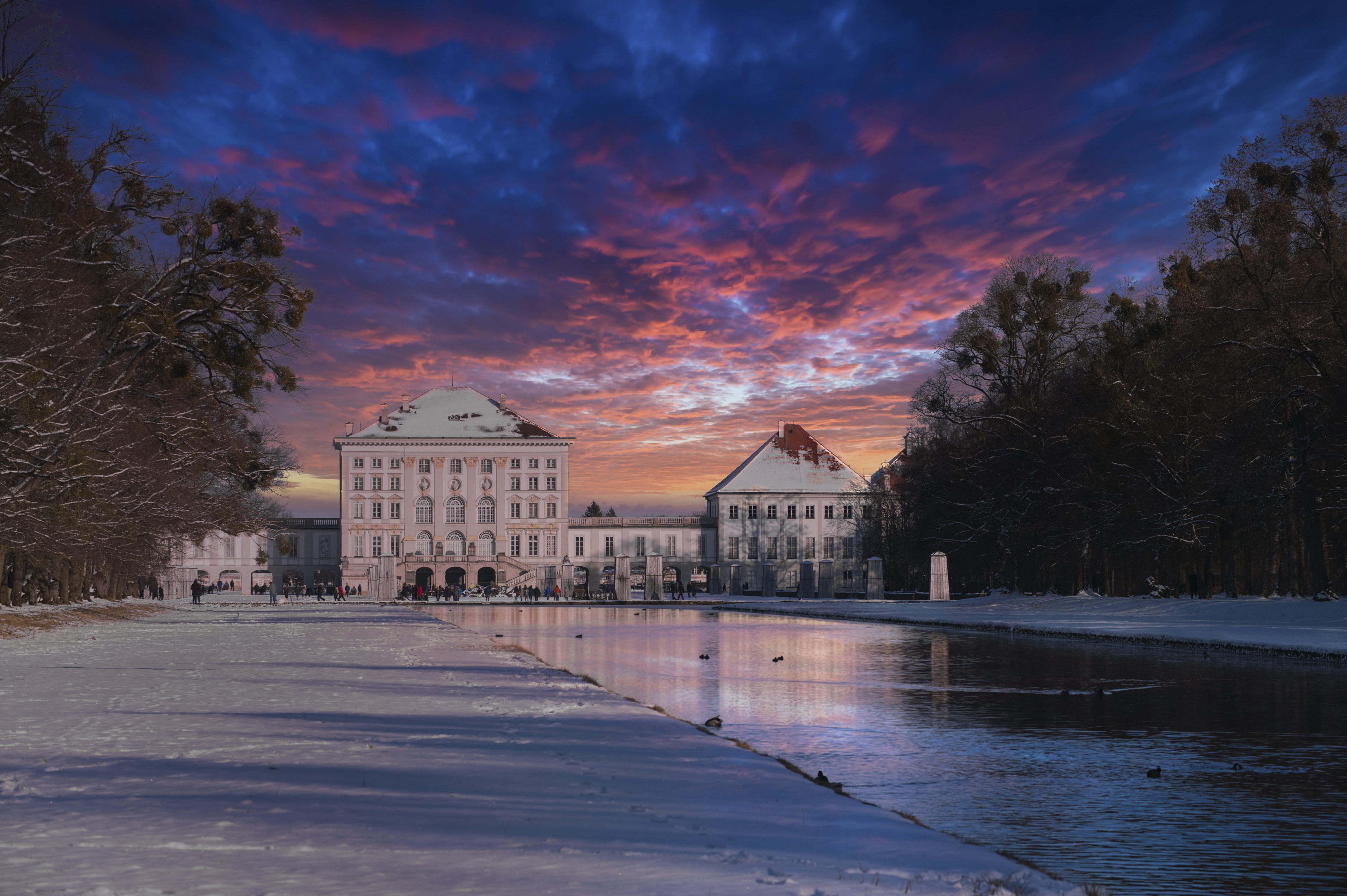
Палац Німфенбург 1984—1996
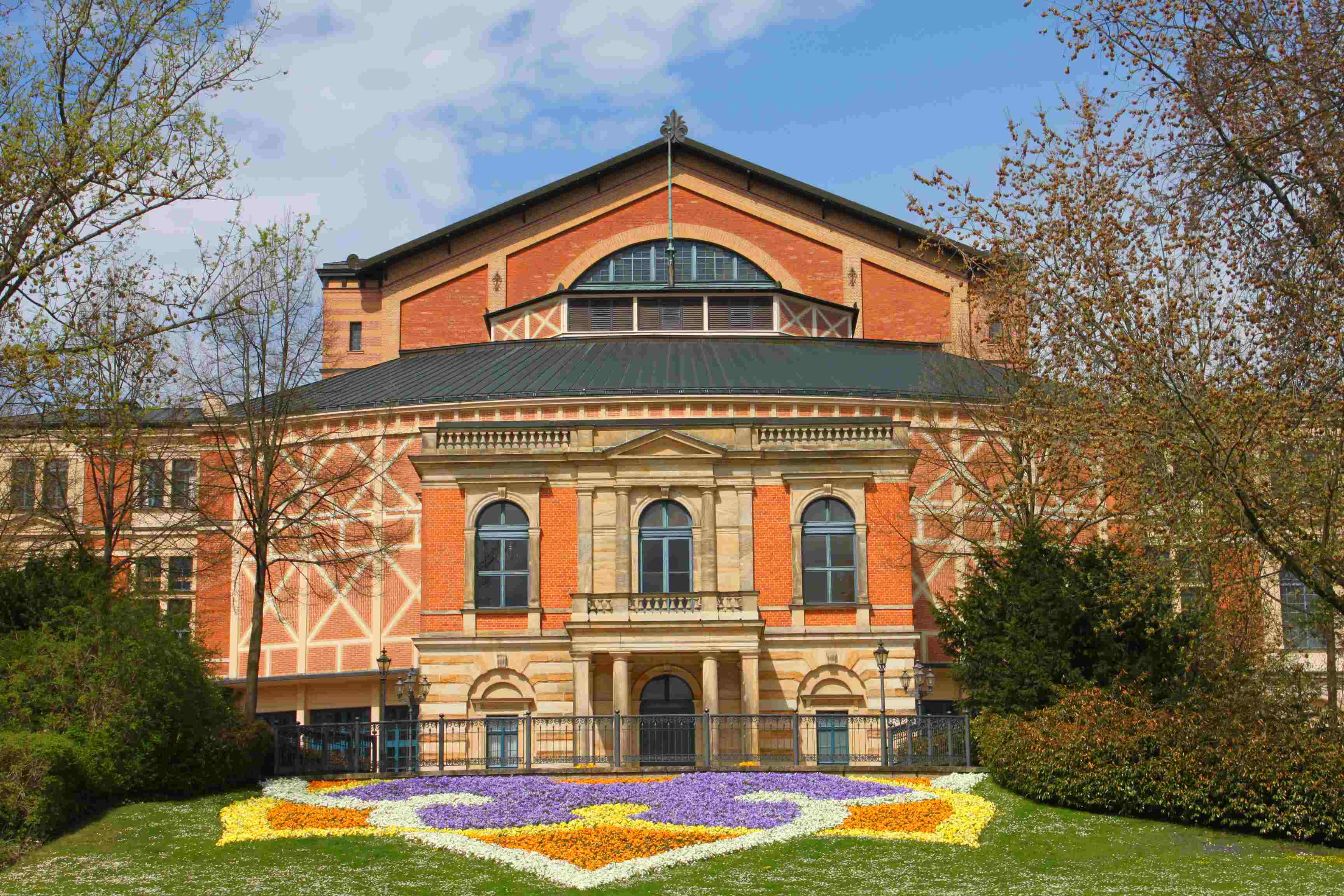
Театр у Байроті 1984—1993
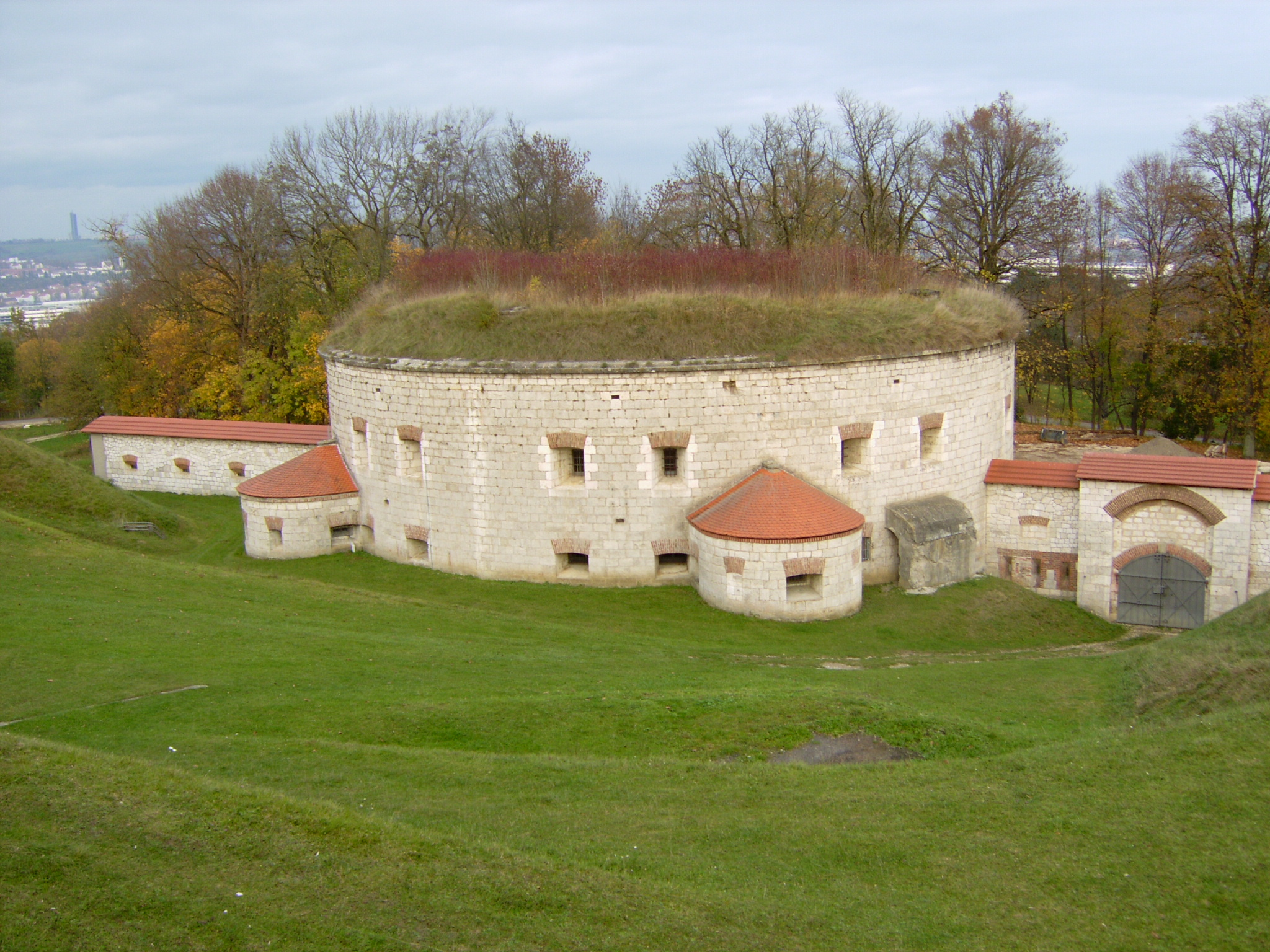
Ульмська фортеця[de] 1984—1993
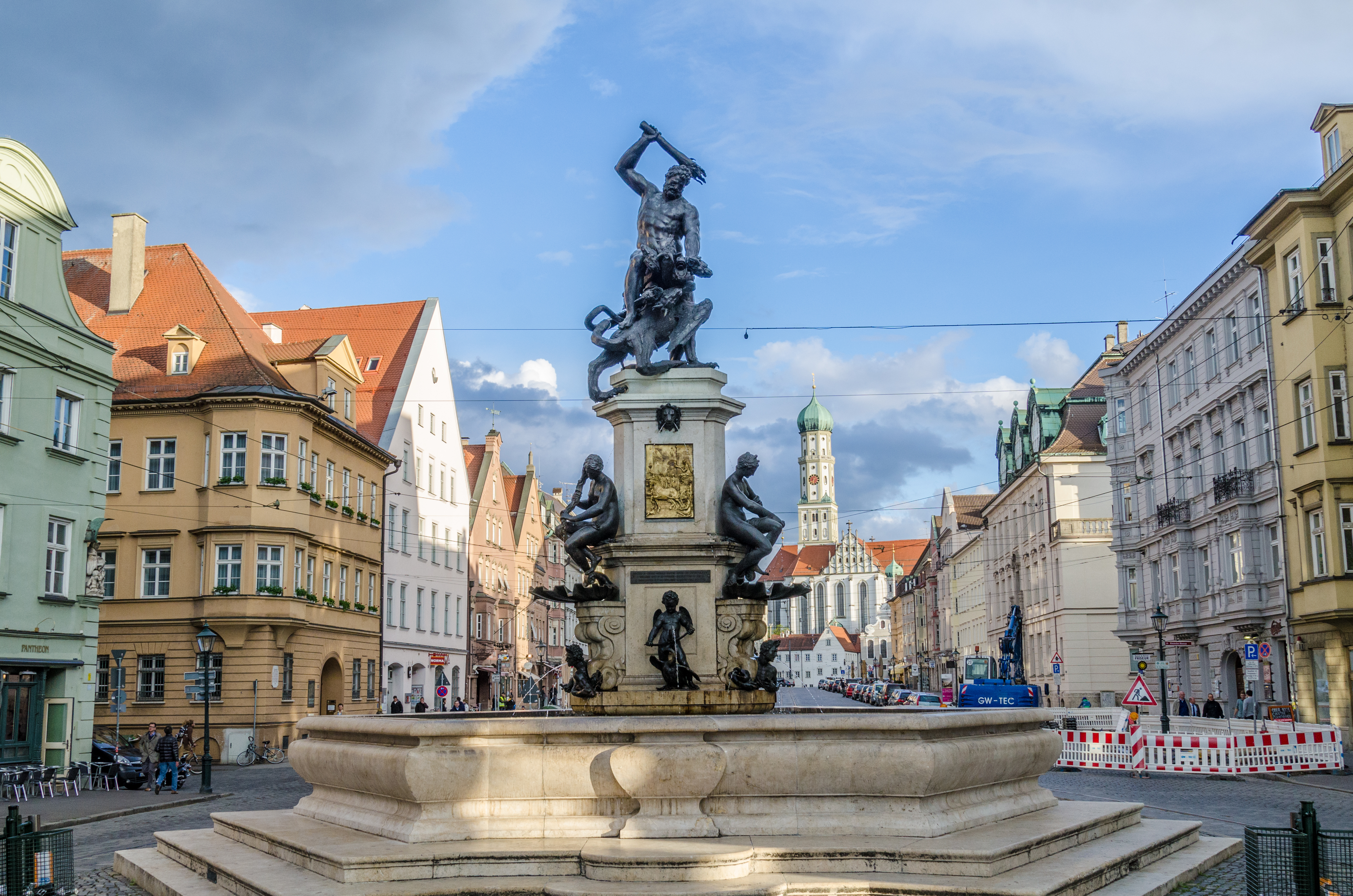
Вулиця Максиміліана[de] в Аузбурзі 1984—1993
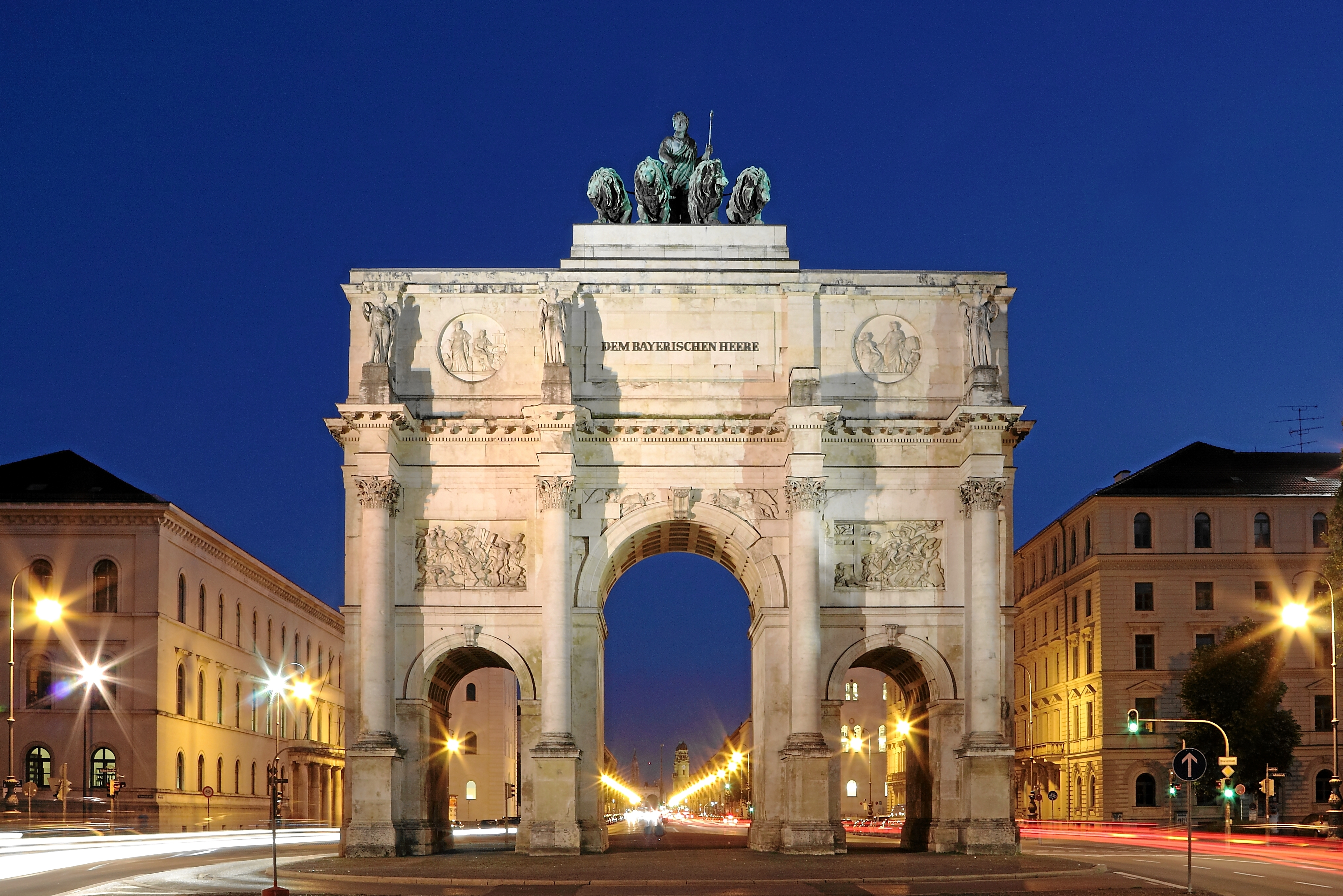
Вулиця Людвіга[de] в Мюнхені 1984—1993
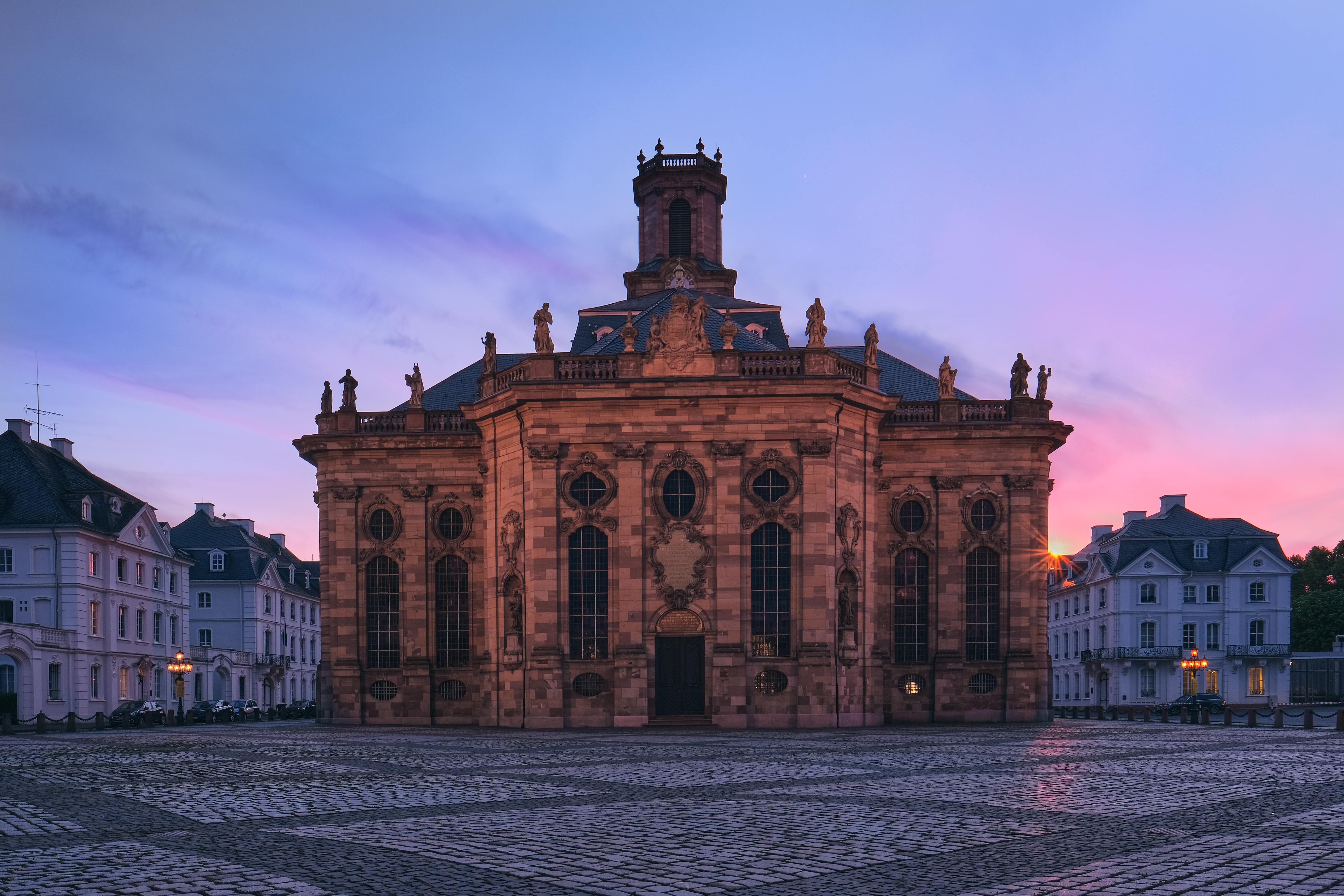
Площа Людвіга в Саарбрюкені 1984—1996
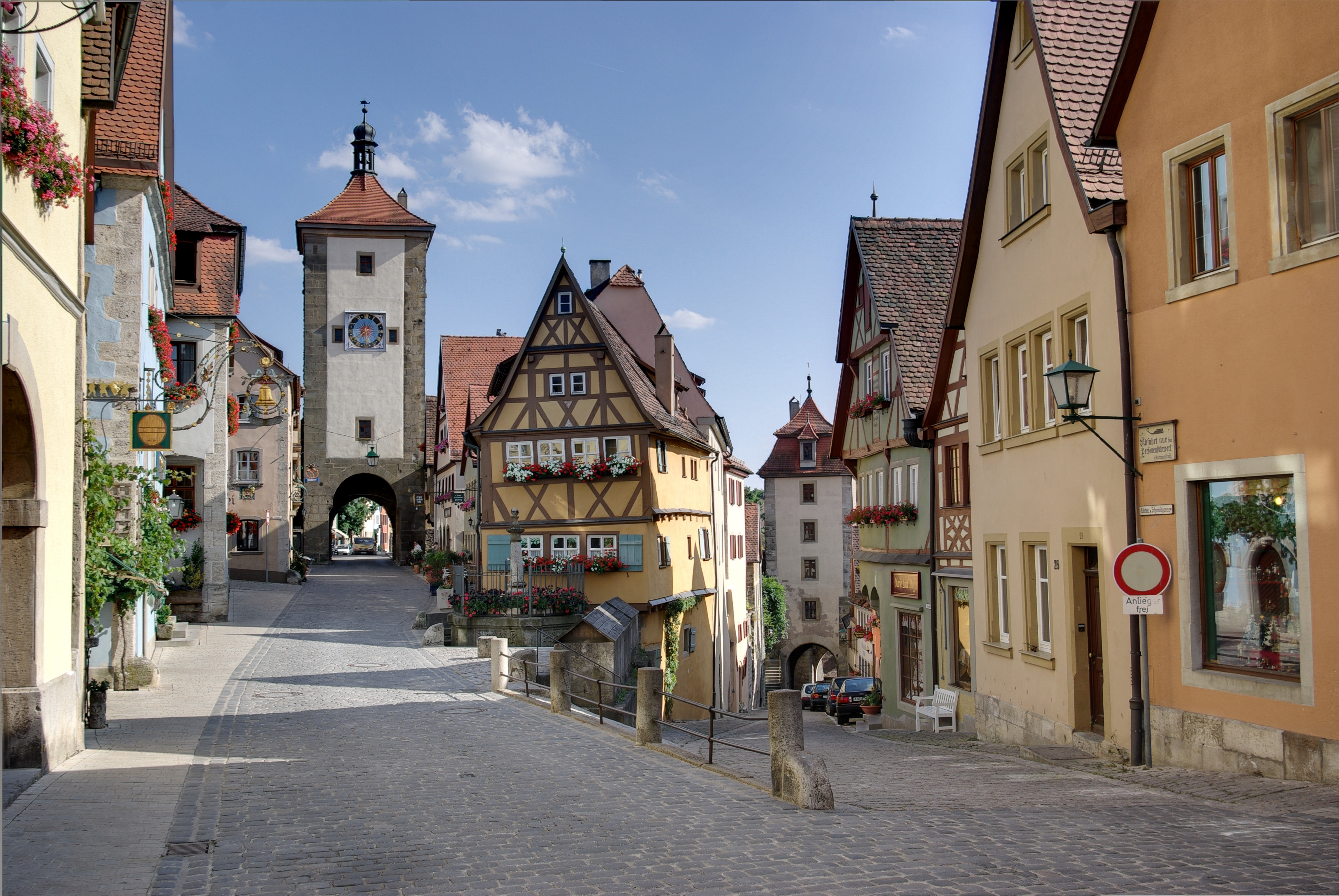
Ротенбург-на-Таубері, Нердлінген та Дінкельсбуль 1984—1993
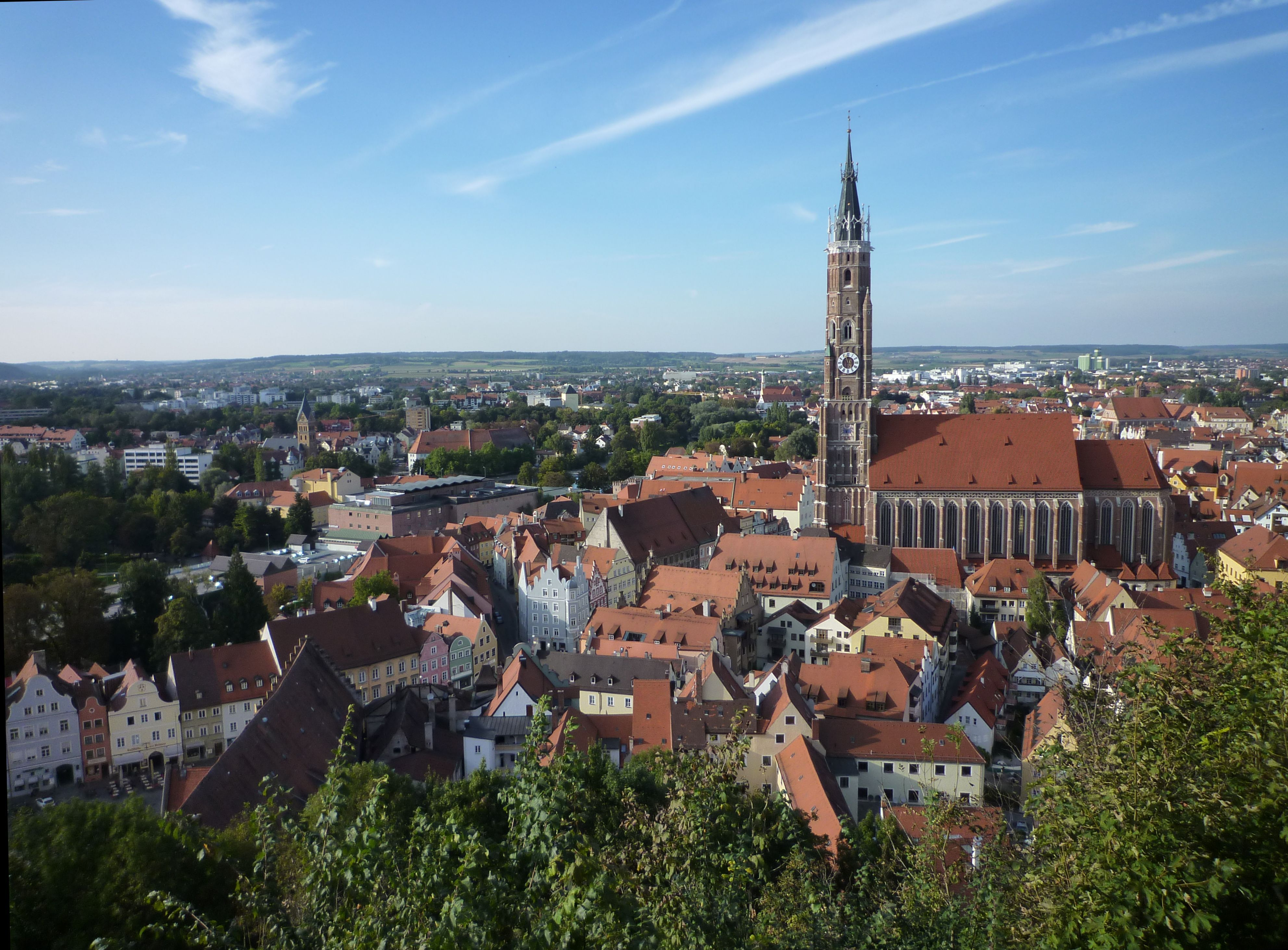
Історичний центр Ландсгуту 1984—1993
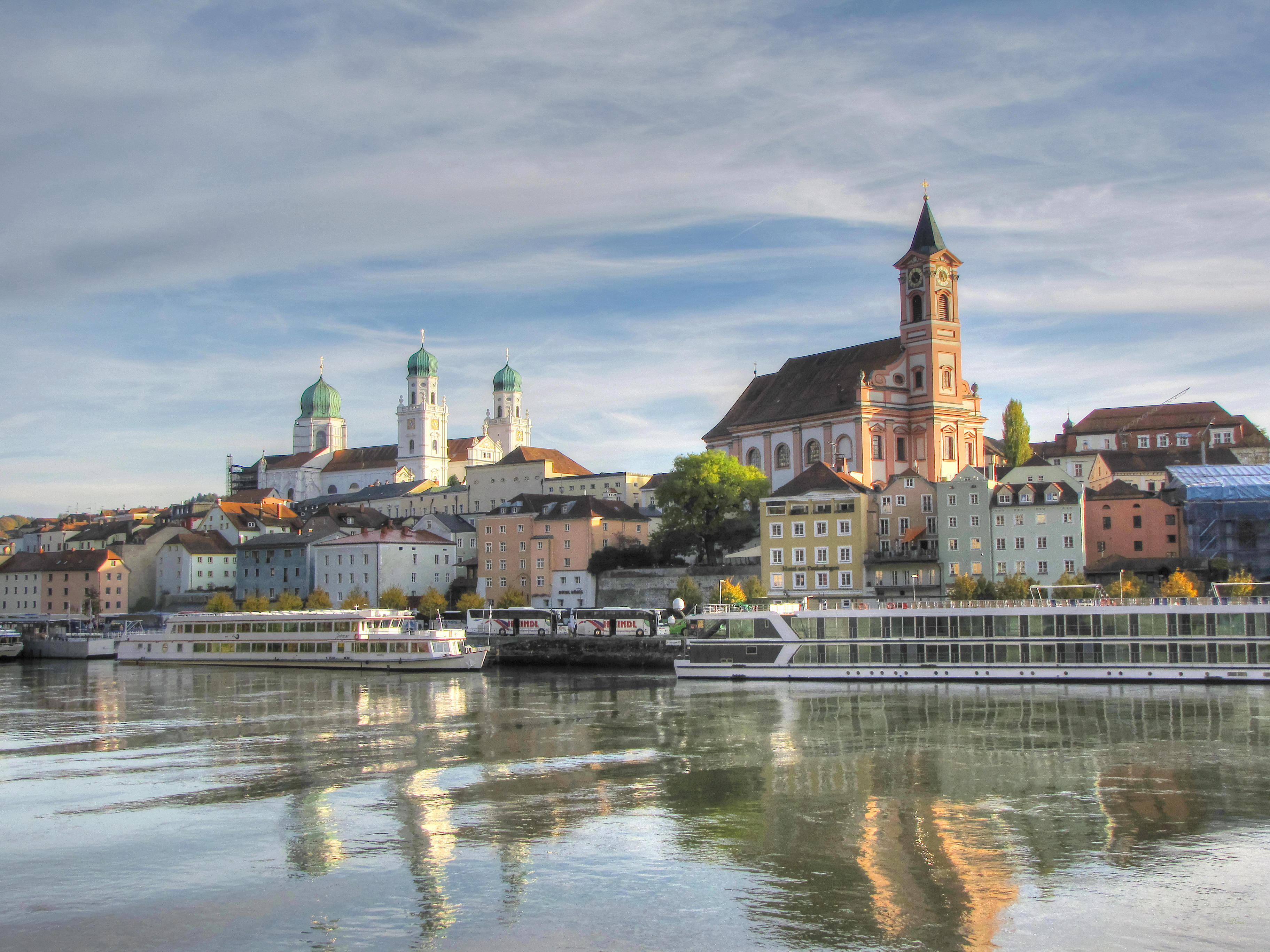
Історичний центр Пассау 1984—1993
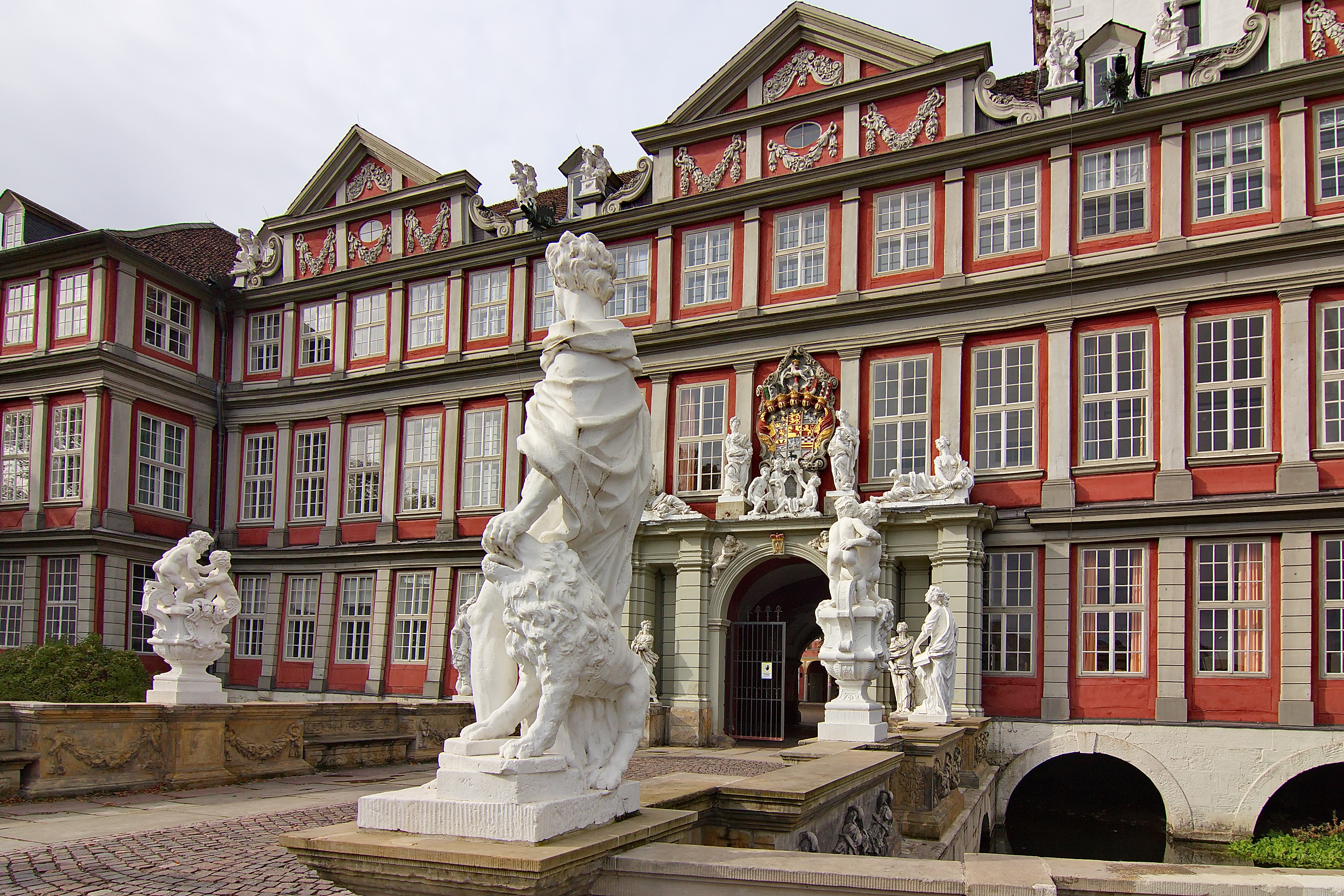
Історичний центр Вольфенбюттелю 1984—1993
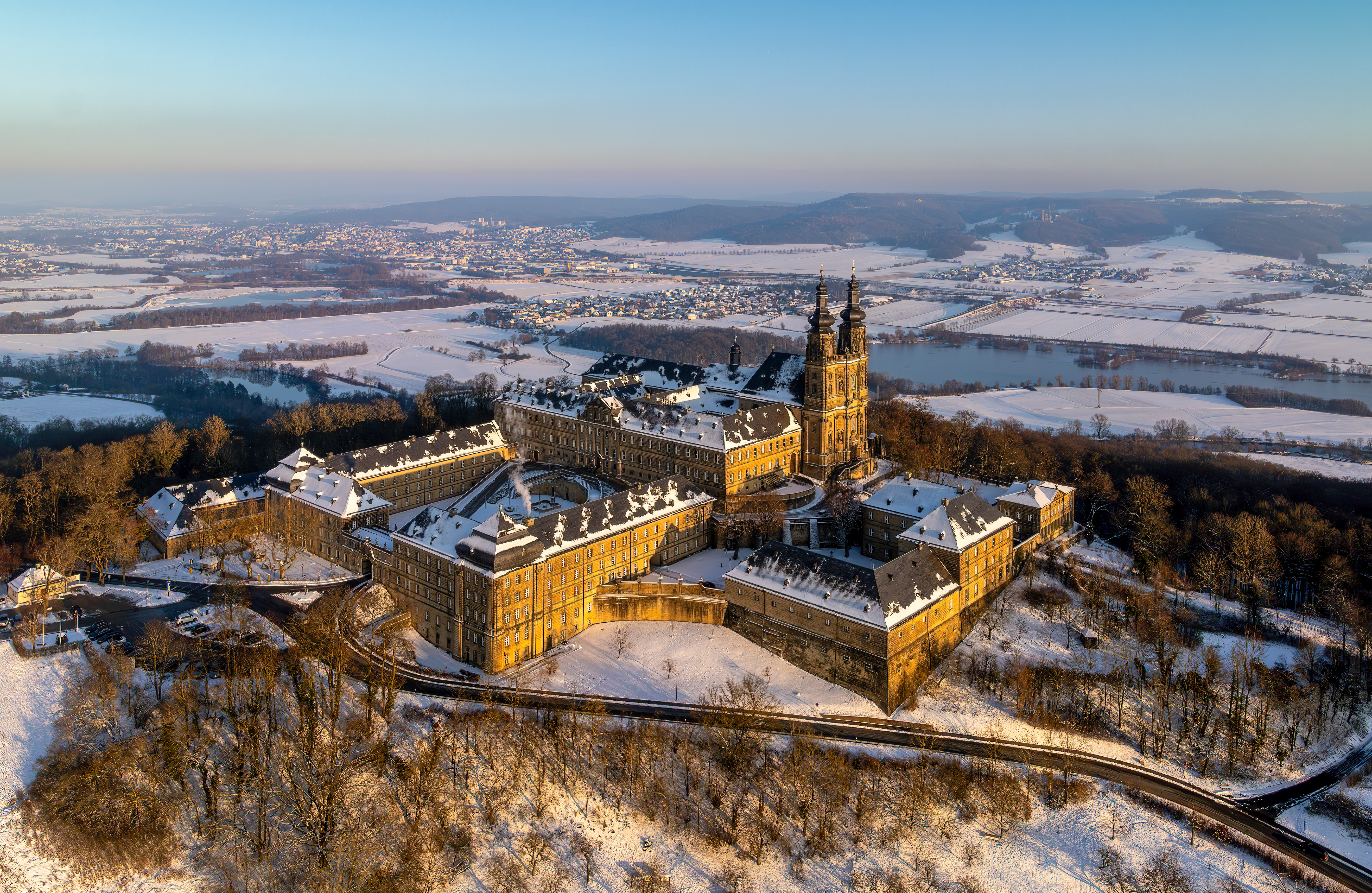
Долина Майну між монастирем Банц[de] та Базилікою чотирнадцяти святих помічників[de] 1984—1993
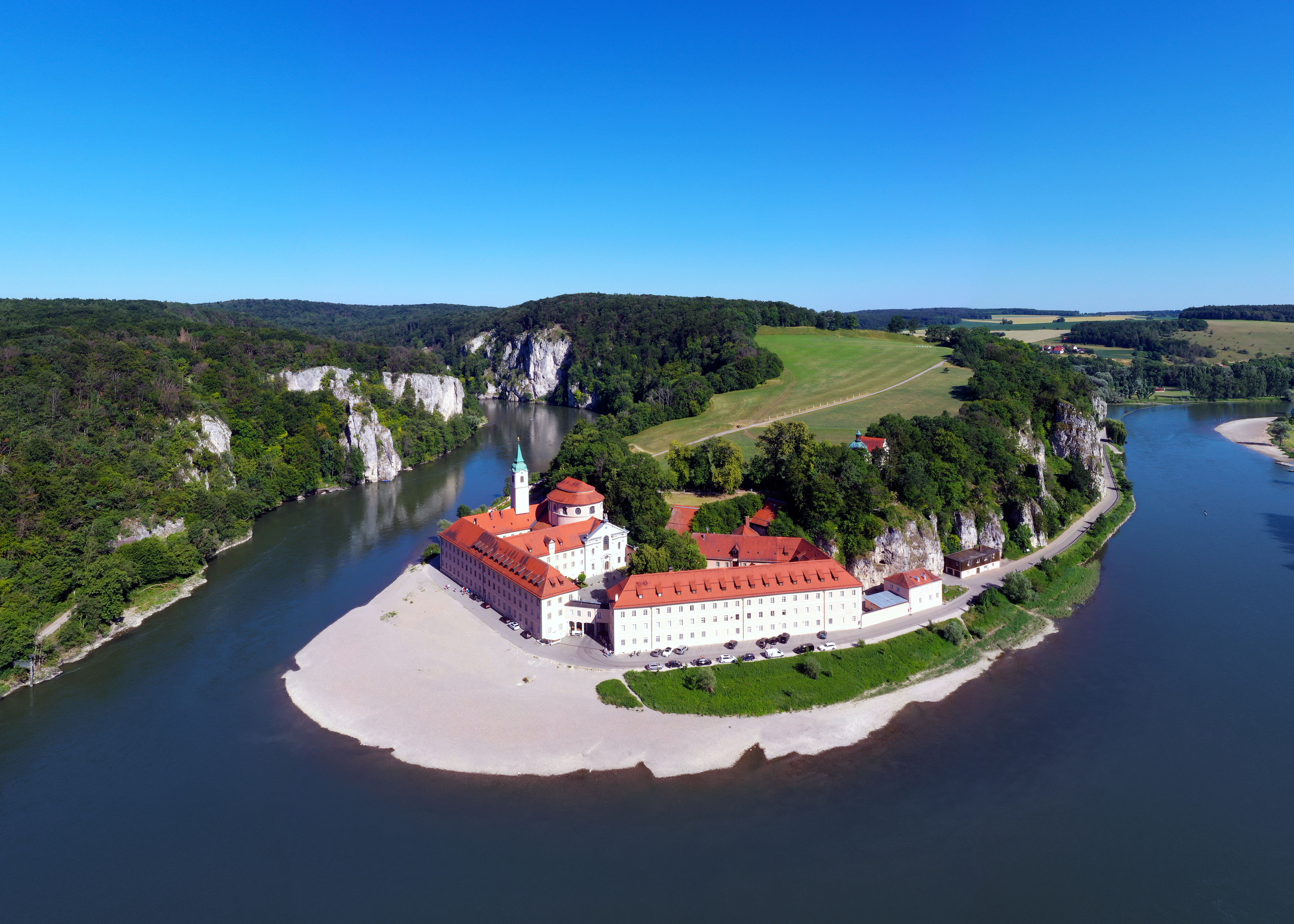
Долина Дунаю біля Вельтенбургу[de] 1984—1993
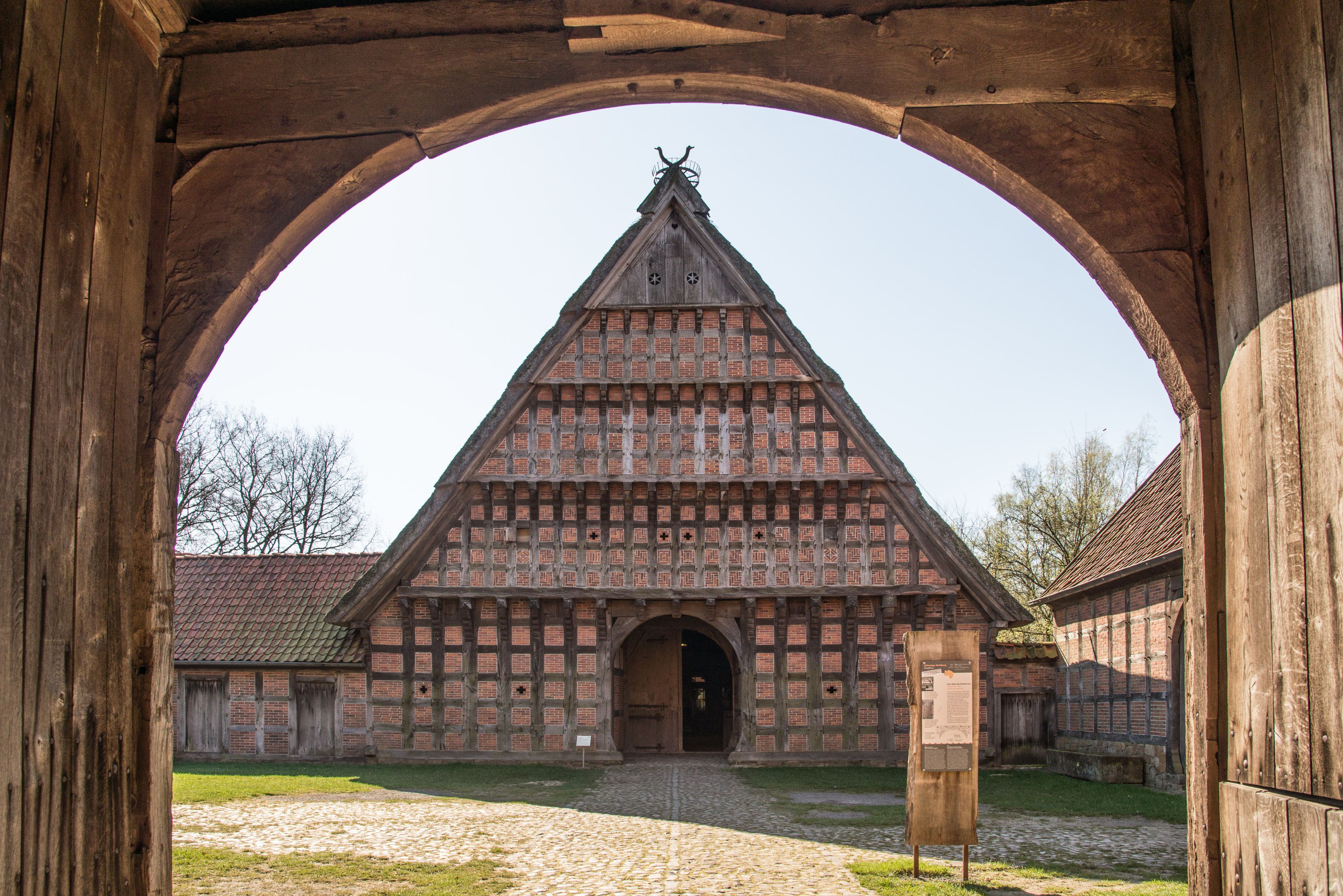
Артланд — ландшафт з фермами[de] 1984—1993

Велика кількість об'єктів у цьому списку не мала глобальної цінності, а тому на прохання ЮНЕСКО 1993 року відбувся перегляд кандидатів. У новому списку серед неуспішних потенційних номінацій з'явилися:

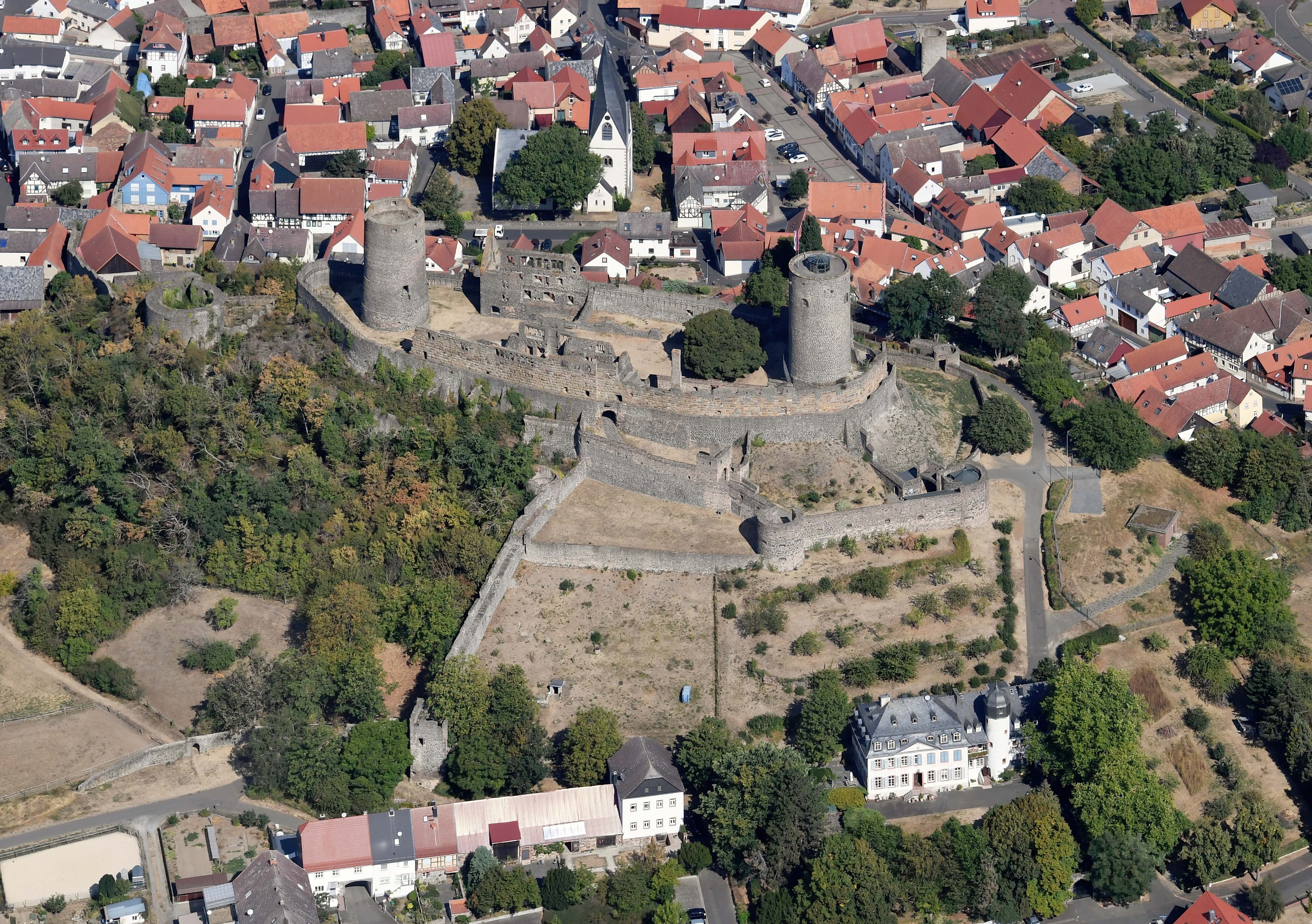
Замок Мюнценбург[de]1993—1996
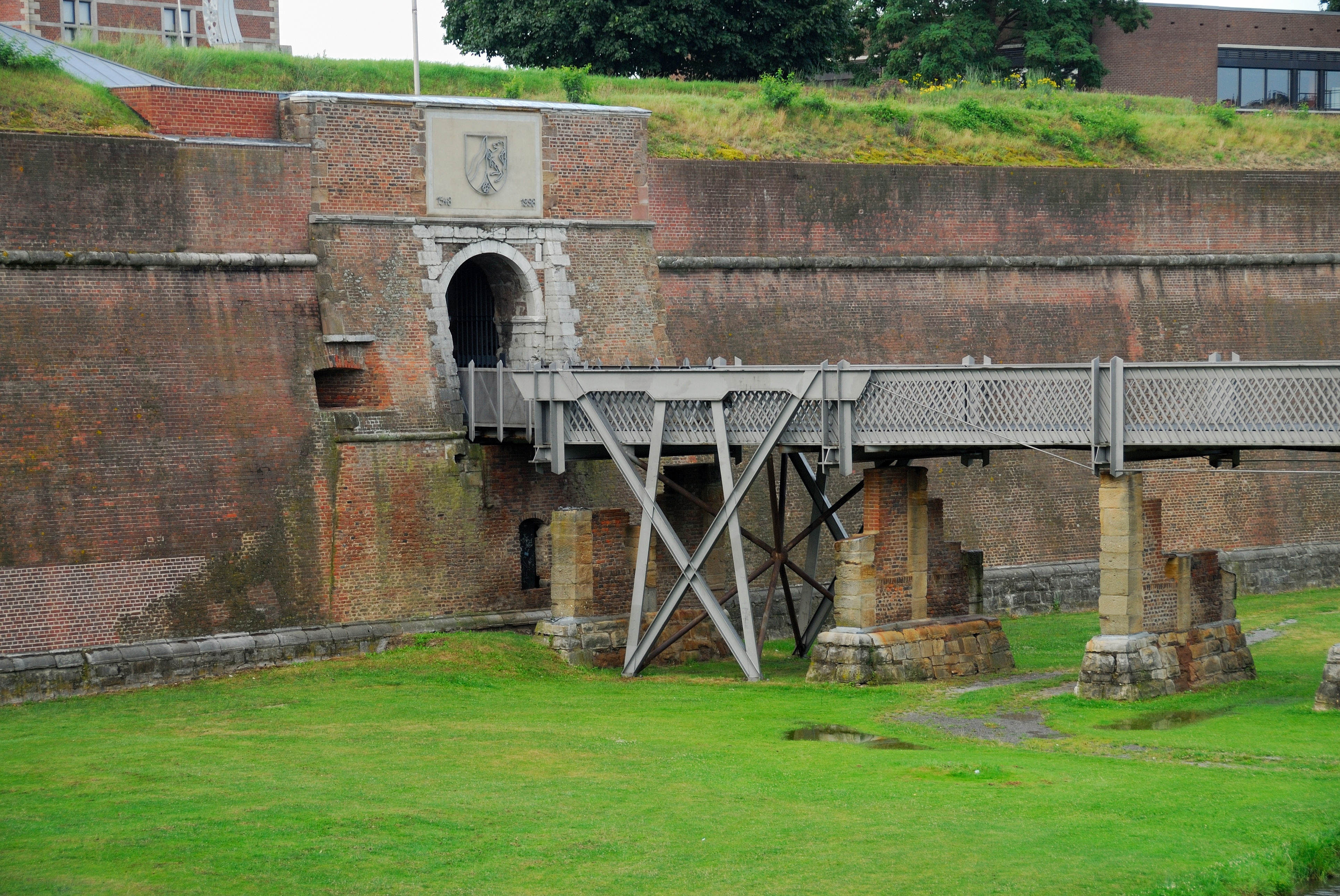
Фортеця Юліх[de]1993 —1996
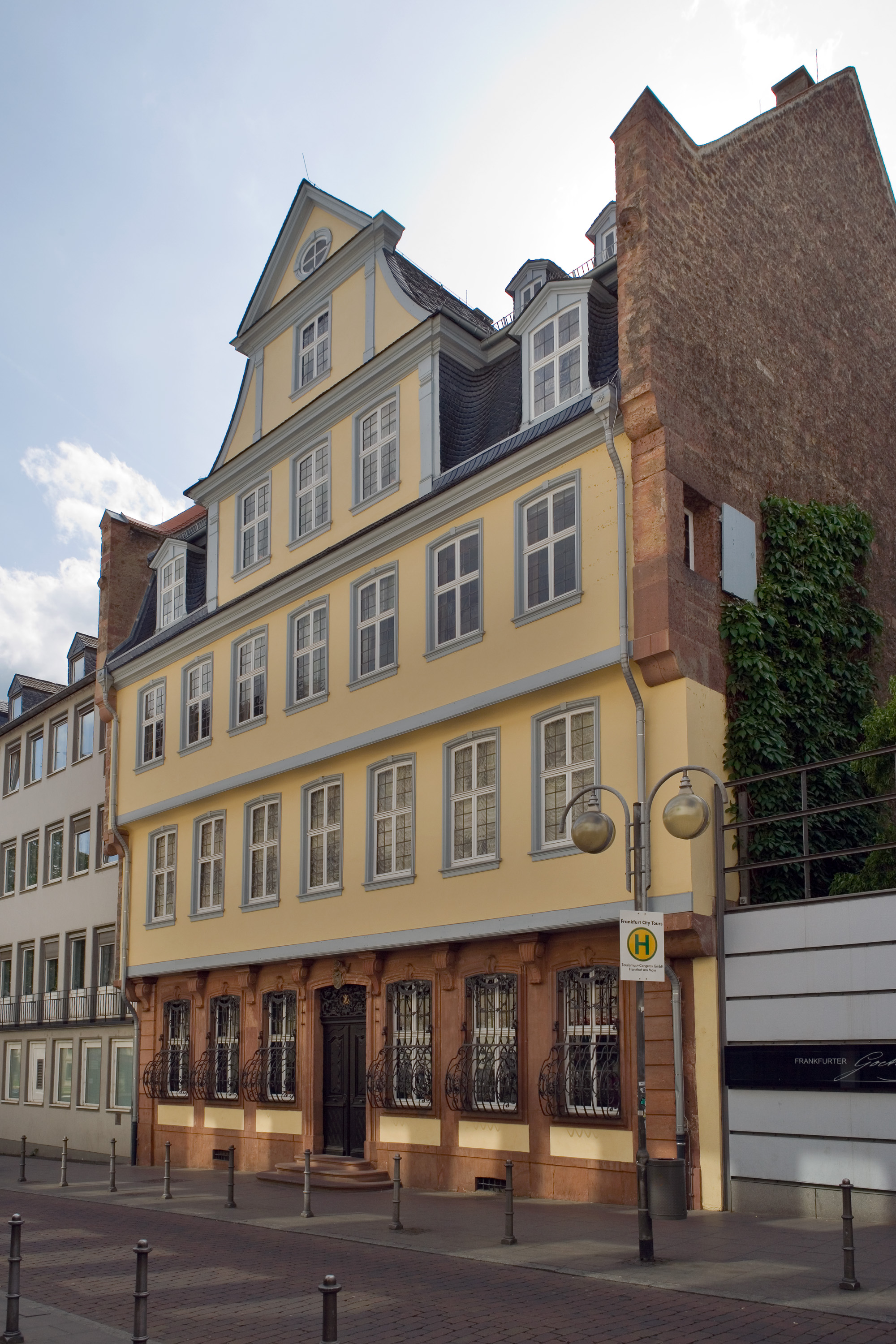
Будинок Гете[de]1993—1996
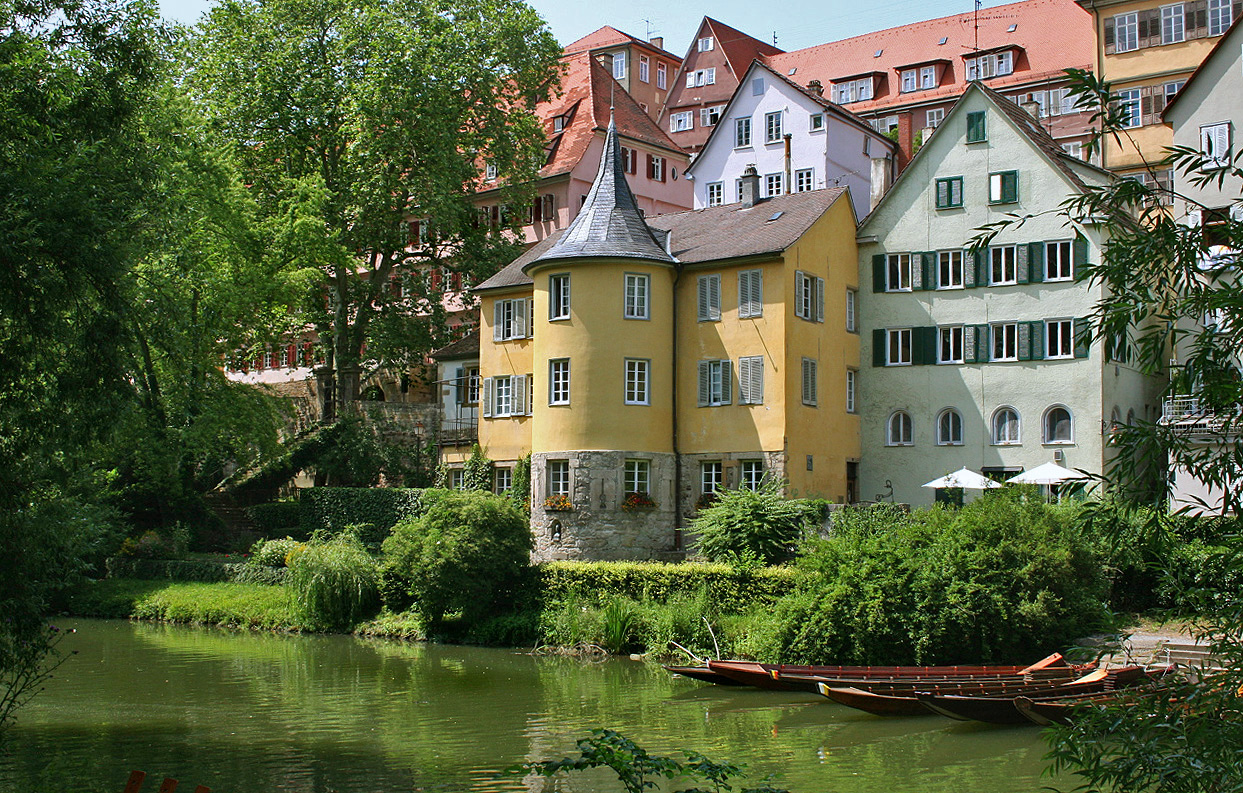
Вежа Гельдеріна[de]1993—1996
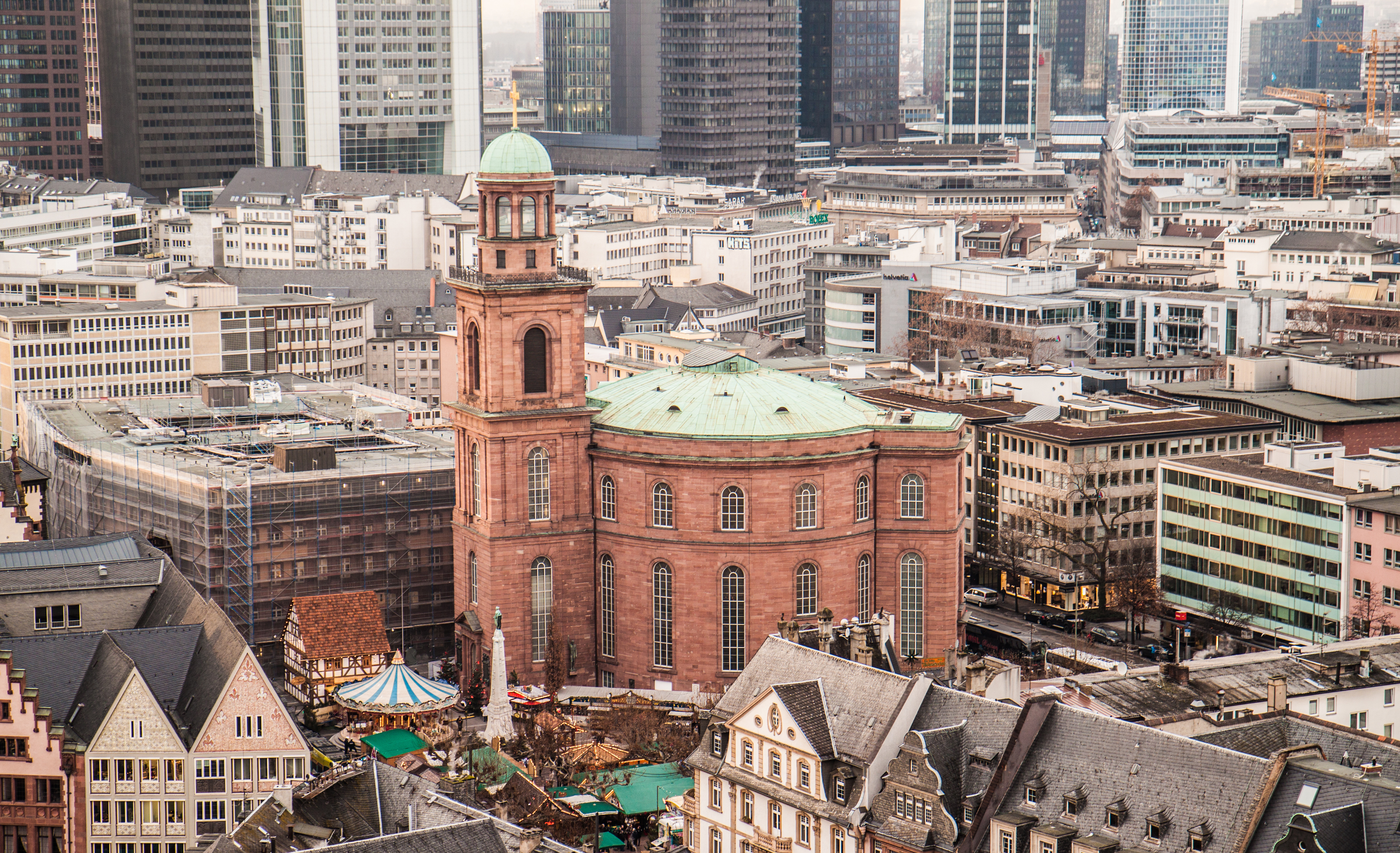
Церква Святого Павла 1993—1996
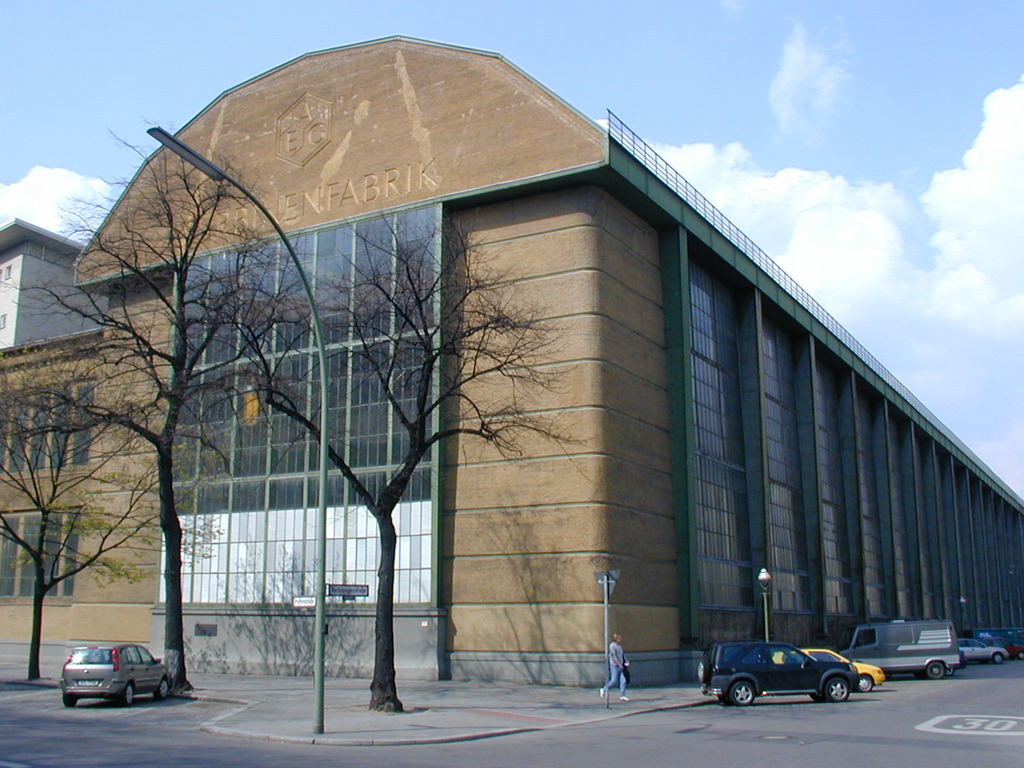
Фабрика турбін АЕГ[de]1993—1996
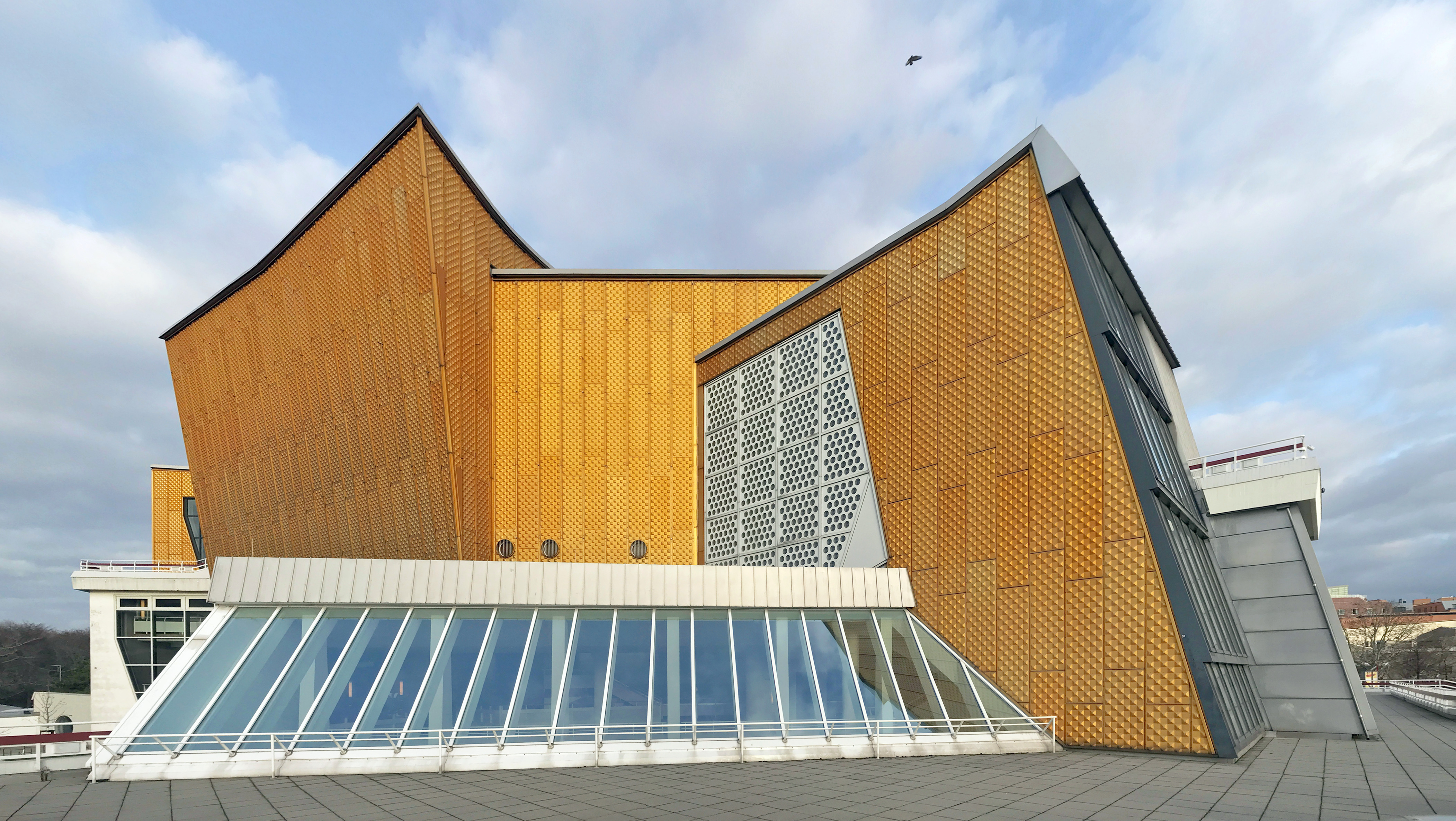
Берлінська філармонія 1993—1996
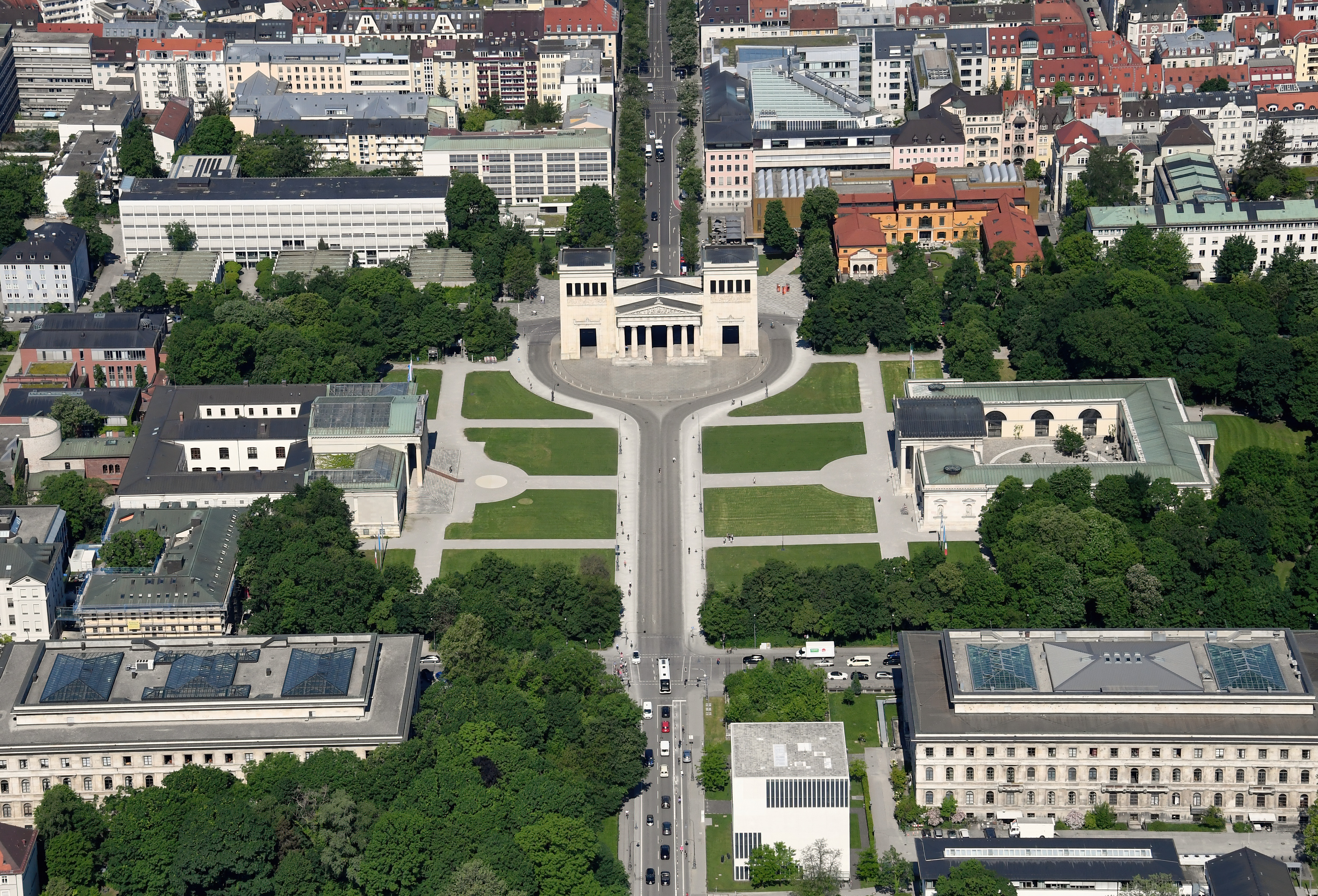
Королівська площа в Мюнхені 1993—1996
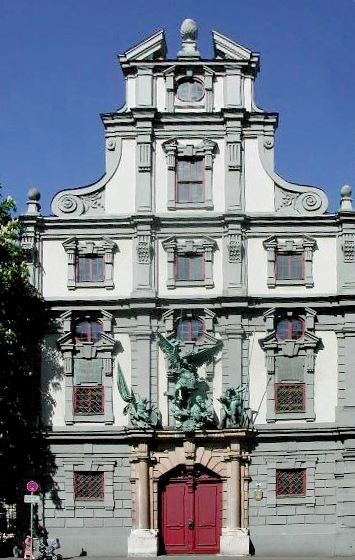
Арсенал в Аусбурзі[de]1993—1996
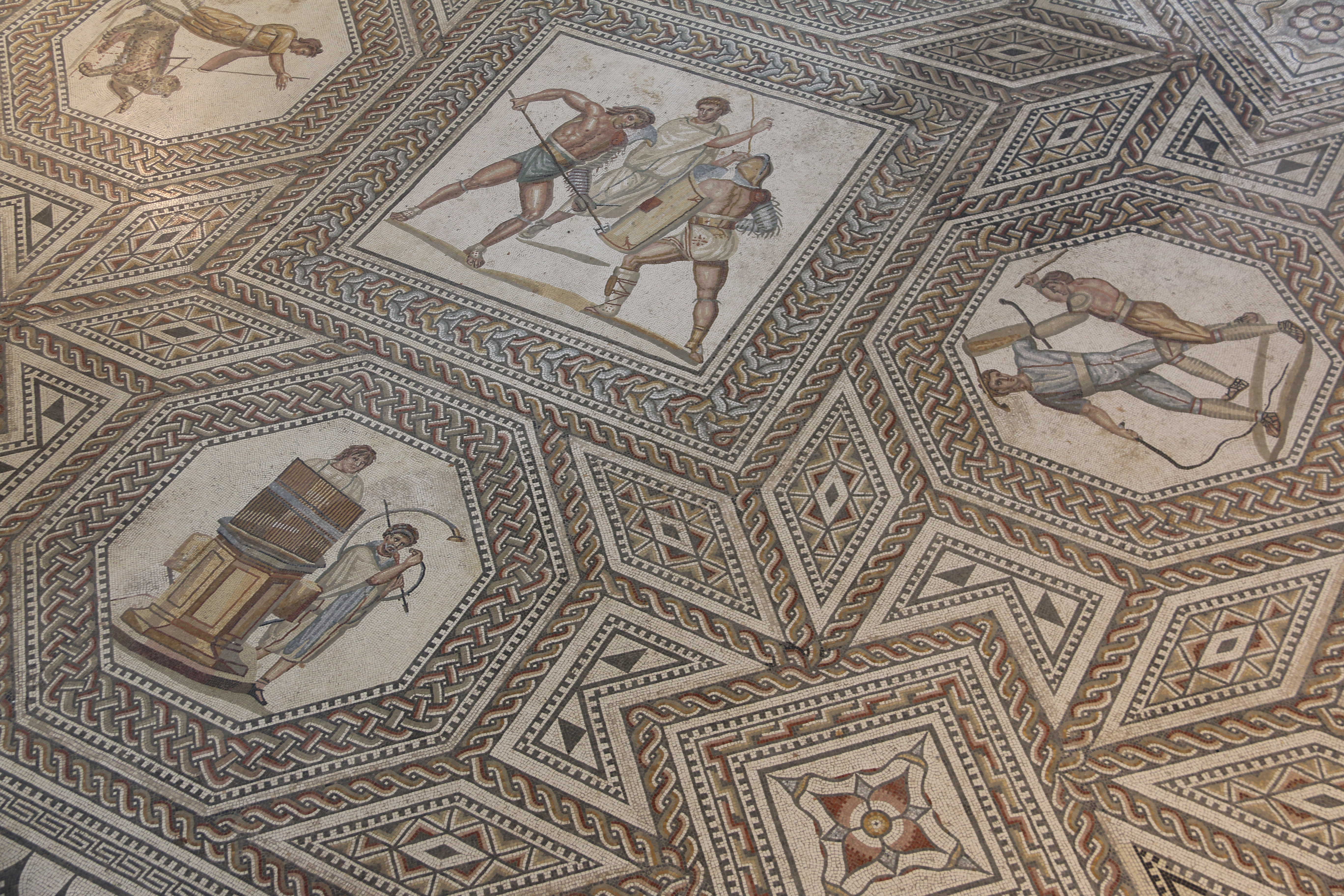
Римська вілла з мозаїками у Неннігу 1993—1996

| Тип | Об'єкт | № WHC | Розташування                               | Час перебування | Інформація | Критерії           |
| --- | --- | ----- | ------------------------------------------ | --------------- | --- | ------------------ |
|     | Палац Шветцинген: літня резиденія курфюрстів — садовий дизайн та масонські алюзії (нім. Schwetzingen: Eine Kurpfälzische Sommerresidenz – Gartendesign und freimaurerische Anspielungen) | 1361  | Шветцинген                                 | 1999—2012       | Резиденція курфюрстів Карла III Філіппа та Карла Теодора з'явилась у списку кандидатів 1999 року. Апліканти вважали, що палац та сади довкола нього є унікальною пам'яткою садівництва, де два типи садів, що були популярні у XVIII столітті — французький та англійський — найкраще поєднані між собою зі всіх відомих подібних об'єктів. 2007 року палац під час сесії ЮНЕСКО не отримав бажаний статус пам'ятки світової спадщини, вдруге не отримав її під час сесії у Санкт-Петербурзі у 2012 році. Дальші номінації не проводились.                              | i, iii, iv, vi     |
|     | Сади та помістя в Касселі та поблизу нього (нім. Gärten und Landgüter in und um Kassel)                                                                                                  | 1365  | Кассель Кальден                            | 1999—2013       | Окрім гірського парку Вільгельма, свого часу номінантами на входження до ЮНЕСКО були палац Вільгельмшталь у Кальдені (на фото) та площа Фрідріха в Касселі. 2013 року статус світової спадщини отримав тільки парк. | i, ii, iv          |
|     | Наумбурзький собор та ландшафти Високого Середньовіччя на річках Заале та Унструт (нім. Der Naumburger Dom und die hochmittelalterliche Kulturlandschaft an Saale und Unstrut)           | 1369  | Бургерланд                                 | 1999—2017       | Разом із собором в Наумбурзі низка інших об'єктів були кандидатами на потрапляння до списку ЮНЕСКО, серед яких весь історичний центр цього міста, історичний центр Фрайбургу з монастирем Цшайплітц, замок Шенбург, монастир Пфорта, палац у Госеку, замок Рудельсбург в Заалеку (на фото). Статус світової спадщини отримав тільки монастир 2017 року. | i, iii, iv         |
|     | Гірничий регіон Рудні Гори (нім. Montanregion Erzgebirge / Kruśnohoří) | 5776  | Саксонія                                   | 2012—2018       | 79 об'єктів входили до первинного списку кандидатів, однак після порад комітету ЮНЕСКО сфокусуватися на об'єктах, що безпосередньо пов'язані з видобуванням руд, фінальна успішна заявка містила тільки 17 місць зі сторони Німеччини (і 5 зі сторони Чехії). | ii, iii, iv, v, vi |
|     | Великі курортні міста Європи (нім. Bedeutende Kurstädte Europas) | 5934  | Бад-Гомбург Вісбаден Бад-Пірмонт           | 2014—2018       | Бад-Гомбург, Вісбаден та Бад-Пірмонт були у ширшому списку кандидатів на входження до списку ЮНЕСКО, однак опісля зміни критеріїв 2018 були вилучені з цього переліку. | ii, iii, iv, vi    |
|     | Місця Лютера (нім. Lutherstädte) | 5986  | Саксонія-Ангальт Саксонія Баварія Тюрингія | 2015—2024       | Низку об'єктів розглядали як потенційне розширення пам'ятних місць, пов'язаних з Лютером чи його найближчими послідовниками. Серед кандидатів були церква Святого Петра і Павла, церква Святої Анни, церква Святого Андрія в Айслебені, церква Святого Георгія та дім родини Лютера в Мансфельді, замок, Collegium Augusteum, дім Бугенгагена та Кранаха в Віттенберзі, замкова каплиця в Торгау, фортеця в Кобурзі та августинський монастир в Ерфурті. 2024 року заявка була скасована, лише каплиця в Торгау продовжує бути кандидатом, але вже як окрема номінація. | iv, vi             |

### Колишні кандидати на мапі
| Церква Св. Єлизавети Гайдельберг Вальгалла Екстернське каміння Вормський собор Абатство Марії Лаах Брауншвайзький лев Фрайбурзький собор Монастир Ебербах Гельнгаузен Ельц Люненбурзька ратуша Берлін Абатство Вайнгартен Абатство Оттобойрен Вайсенштайн Театр у Байроті Ульмська фортреця Аусбург Мюнхен Площа Людвіга Ротенбург-на-Таубері Нердлінген Дінкельсбюль Ландсгут Пассау Вольфенбюттель Вельтенбург Артланд Мюнценбург Цитадель Юліх Франкфурт Вежа Гердерлінга Ненніг Шветцинген Бад-Гомбург Вісбаден Бад-Пірмонт Кальден Кассель Наумбург та околиці Айслебен Майнсфелд Віттенбург Фортеця Кобург class=notpageimage\| Колишні кандидати на потрапляння до Світової спадщини на мапі Німеччини: - Порпуровим () у Берліні позначені всі колишні кандидати, які розміщені у цьому місті: цитадель Шпандау, фабрика турбін АЕГ, Берлінська філармонія - Оранжовим () в Аузбурзі позначені всі колишні кандидати, які розміщені у цьому місті: Максиміліанштрасе та арсенал - Жовтим () у Мюнхені позначені всі колишні кандидати, які розміщені у цьому місті: палац Німфенбург, Людвігштрасе та Королівська площа - Коричневим () позначені колишні об'єкти в долині Майнцу: (зліва направо) монастир Банц та Базиліка чотирнадцяти святих помічників - Рожевим ()позначені колишні об'єкти у Франкфурті-на-Майні: будинок Гете та церква Святого Павла - Колишні міста-курорти позначені чорним маркером () - Об'єкти, що належать до помість Касселя та прилеглих територій позначені бірюзовим () - Колишні об'єкти, пов'язані зі життям Лютера та його послідовників позначені зеленим маркером () - Голубим () позначені колишні об'єкти на території Рудних гір. Через їхню велику кількість наведено лише три кандидати, а саме (зліва направо) гора Шайбенберг, мисливський палац Августусбург та палац Шварценберг |